# Parque natural del Alto Tajo
El parque natural del Alto Tajo es un parque natural español situado entre el sureste de la provincia de Guadalajara y el nordeste de la de Cuenca, constituyendo un amplio sistema de hoces naturales en el curso alto del río Tajo y sus afluentes a su paso por estas provincias y de extensos bosques que los rodean, con una gran diversidad climática, topográfica y geológica.
Fue creado en el año 2000 como parte del desarrollo del Plan de Ordenación de los Recursos Naturales (PORN) con una superficie de 105 721 ha más otras 68 824 ha de Zona Periférica de Protección y comprendiendo ambas zonas partes o totalidades de hasta 44 municipios. A su vez se establecieron varias Zonas de Especial Protección para las Aves (ZEPA) y Zonas especiales de conservación (ZEC) de acuerdo con la Red Natura 2000. Con la creación de estos espacios naturales se pretende proteger varios lugares de importancia geomorfológica y microhábitats de interés florístico, y diversas especies de flora y fauna. A su vez, la ley prevé el establecimiento de una Zona de Influencia Socioeconómica para la que se aplica un Plan de Desarrollo Sostenible con el fin de fijar población en los pueblos de la zona, generar empleo, impulsar la cohesión comarcal y fomentar la promoción externa del parque natural y de esta área de influencia socioeconómica.
La extensión que ocupa el parque natural presenta una geología y una litología basadas en terrenos principalmente secundarios y cuaternarios, generalmente calizas, yesos, areniscas y arcillas, lo que hace que la orografía que presenta se base principalmente en amplios páramos recortados por los ríos formando grandes hoces y cañones. Las zonas de mayores elevaciones corresponden a la parte más oriental, donde nacen la mayoría de los ríos que surcan por el parque natural. El Alto Tajo está cruzado por un gran número de ríos, que de norte a sur son vertebrados por el Tajo, y que van acumulando caudal entre los bosques y la abrupta orografía. Junto con el Tajo, sus afluentes por la derecha Hoz Seca, Gallo, Linares y Ablanquejo son los principales ríos que cortan los páramos y los montes del parque natural.
El clima de la comarca es de tipo mediterráneo continentalizado, con temperaturas suaves en verano y extremadamente frías en invierno. Las precipitaciones se concentran sobre todo en los meses primaverales, lo que, junto con el deshielo, hace que sea en esta época cuando se registran los mayores caudales en los ríos.
Este clima extremo favorece que la vegetación sea la más capacitada a adaptarse a los fríos inviernos y a las irregulares lluvias. El árbol más dado en los bosques del Alto Tajo es el pino, aunque también se pueden observar concentraciones de quejigos, sabinas y encinas, entre otros. Entre la fauna más destacada están las poblaciones de pequeños mamíferos y de zorros, las aves rapaces, como el buitre leonado, los peces de río y numerosos reptiles, anfibios e invertebrados, muchos de ellos protegidos por la legislación.
En cuanto a la población, los municipios sufren una despoblación constante desde los años 1960 debido a la emigración a las grandes urbes, dejando áreas con muy baja densidad de población. La economía se ha basado tradicionalmente en la ganadería trashumante y en la explotación de los recursos madereros y del caolín, abundante en muchas zonas de la comarca. Desde la declaración del parque natural, el turismo se ha convertido en una nueva fuente de ingresos.
Los parajes del Alto Tajo y el oficio de los gancheros que surcaban las aguas del Tajo llevando las maderas hasta Aranjuez y Toledo, inspiraron a José Luis Sampedro para escribir la novela El río que nos lleva (1961).

## Situación
Como Alto Tajo se considera toda la parte alta del río, desde su nacimiento hasta su llegada a su curso medio donde lleva más agua y, generalmente, su pendiente se modera. Sin embargo, el parque natural del Alto Tajo abarca tan solo su tramo alto entre las provincias de Cuenca y Guadalajara, sin incluir a Teruel, donde se sitúa su fuente, debido a que está bajo la administración de la Junta de Comunidades de Castilla-La Mancha, a cuya región pertenecen las dos primeras, y no de la Diputación General de Aragón, a cuya región pertenece la tercera.
Así, el parque natural del Alto Tajo está situado en el centro de España, al sureste de la provincia de Guadalajara y al noreste de la de Cuenca, abarcando casi todo el tramo alto del río Tajo y a sus primeros afluentes de importancia. En el interior del parque y en sus límites se establecen varias poblaciones comunicadas únicamente por carreteras. Hay cuatro rutas principales para acceder al parque natural: la primera, por el norte desde Molina de Aragón por la CM-210 y la CM-2106, que comunican esta localidad con las zonas de Orea, de Peralejos de las Truchas y de Poveda de la Sierra; la segunda, por el oeste desde la comarca de La Alcarria por Cifuentes y Trillo por las CM-2115, CM-2015 y CM-2101, que son continuación una de la otra y que recorren la parte sur del parque conectando con Villanueva de Alcorón, Zaorejas y Peñalén; la tercera, por el sur desde Cuenca, también por la CM-210 conectando con Peralejos y llegando a Molina, y la cuarta por el este desde Orihuela del Tremedal y Teruel por la A-1511 y la continuadora CM-2111, que conecta con Orea.

## Geología y litología

### Evolución geológica

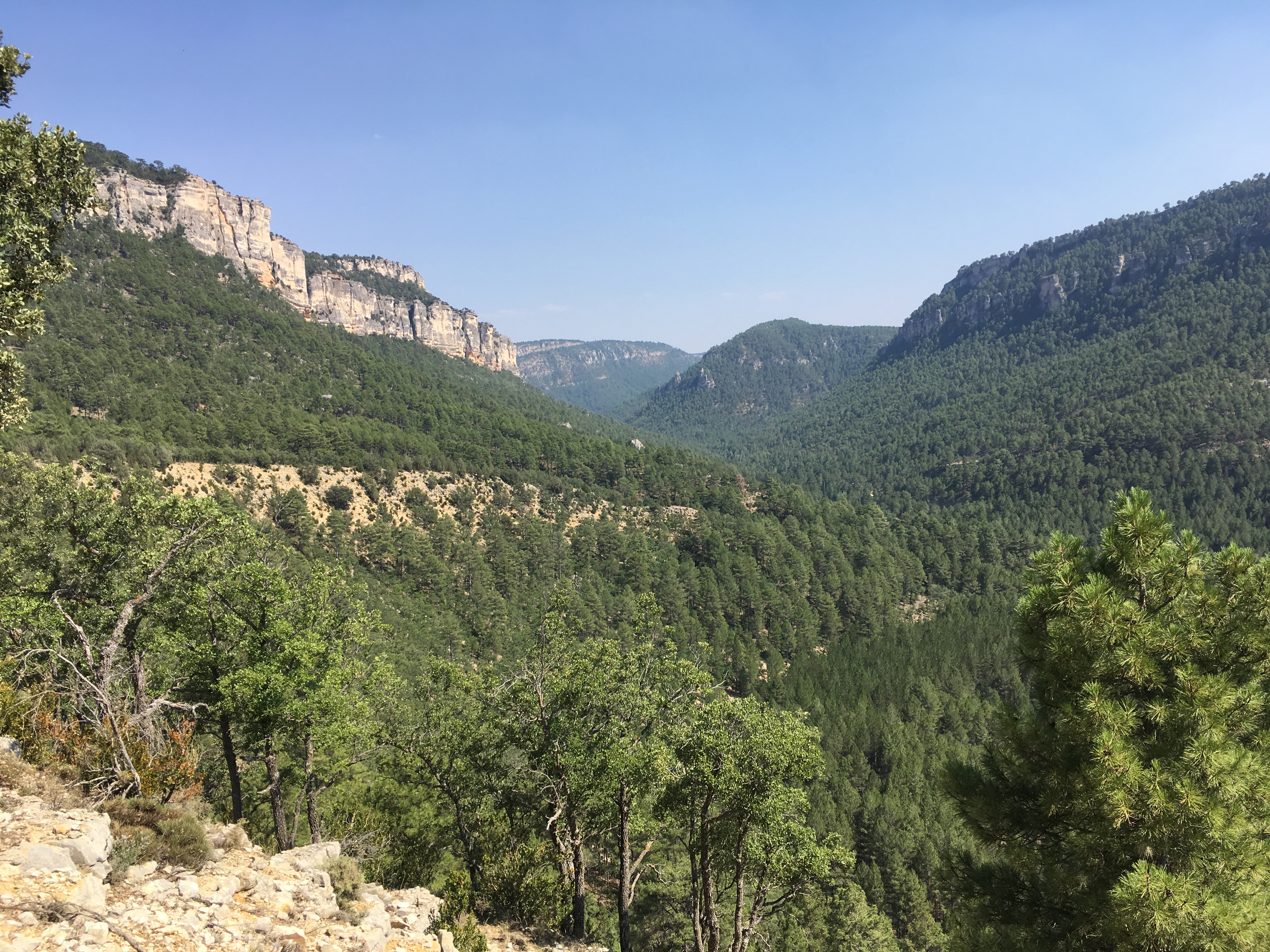
Garganta del río Tajo, entre las localidades de Poveda de la Sierra y Taravilla

La evolución geológica del curso alto del río Tajo viene marcada por tres fases. Una primera, la orogenia herciniana del Paleozoico, formaría hace trescientos millones de años una cadena montañosa por plegamiento en la parte oriental formada por materiales metamórficos que serviría de base para la estabilización de sedimentos en las posteriores fases.

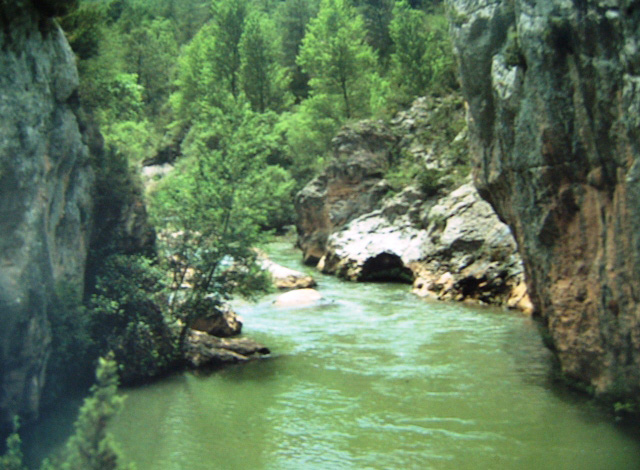
Cañón en el río Tajo, de formación durante el período Neógeno.

Durante la segunda fase, que abarcaría el Mesozoico y parte del Cenozoico se produce una calma orogénica en la que la erosión desmantela poco a poco la cordillera formada hasta reducirlas a una penillanura. Sin embargo, es precisamente en el período Triásico del Mesozoico cuando se produce una gran acumulación de conglomerados y las areniscas rojas que se pueden observar en algunos lugares del Alto Tajo donde los estratos rocosos han sido erosionados por las corrientes fluviales formando las hoces de ríos de la parte nororiental como el Gallo, el Cabrillas, el Arandilla y el Linares. Durante el final de esta segunda fase, ya en el período Paleógeno de la era Cenozoica, por la influencia marina se produce un predominio de la roca caliza que caracteriza gran parte de la comarca.
En la tercera fase, avanzada la era Cenozoica, en el Neógeno, se produce la definitiva transformación del paisaje del Alto Tajo. La actividad tectónica y la posterior orogenia alpina, así como la regresión marina y la consecuente emersión terrestre, provocan la deformación de los sedimentos acumulados dando lugar a un nuevo plegamiento formado por sinclinales y anticlinales que origina el Sistema Ibérico donde se asienta el curso alto del Tajo. La erosión de los anticlinales y la acumulación de materiales en los sinclinales a causa de la extensa red hidrográfica que incide sobre los materiales calizos y calcáreos creando en este período dan lugar al relieve de valles, hoces y cañones del Alto Tajo, que se repuntarían en el Cuaternario por medio de una karstificación de la superficie y del interior del suelo.

### Zonas litológicas
La mayor parte de las rocas que configuran el Alto Tajo proceden de la acumulación de materiales continentales y marinos durante el Mesozoico y de Cenozoico. En cambio, los materiales del Paleozoico apenas si son visibles en algunas zonas más montañosas.
Los sedimentos son un material muy abundante en la zona procedente de la erosión de la roca caliza tan abundante en gran parte de la comarca, sobre todo en las parameras. La marga es otra roca muy extendida en los valles más abiertos de la zona mezclada con arcillas, yesos y, en menor medida, sales evaporíticas que han dado lugar a la explotación salínica en algunas zonas como Almallá, Ocentejo y Saelices de la Sal. Entre los sedimentos también destacan las areniscas y los conglomerados, muy dados en los lugares donde la erosión del agua ha sido muy pronunciada como en hoces y barrancos, como los del río Gallo, los del río Linares o los presentes entre Checa y Chequilla.
El material metamórfico, sobre todo pizarra y cuarcita, es menos abundante, pero también existen ejemplares en las zonas limítrofes del noreste del Alto Tajo, las sierras de Selas, Caldereros y Menera, y en el tramo alto del río Cabrillas, en la sierra del Tremedal, al sureste.
Así, el Alto Tajo está compuesto por tres zonas litológicas correspondientes con cada uno de los períodos orogénicos:

#### Terrenos paleozoicos
La roca metamórfica es el material rocoso más antiguo que se encuentra en el área del parque natural y está formada fundamentalmente por pizarra y cuarcita, que se suelen encontrar en la zona del cañón de la parte alta del río Cabrillas y en la sierra del Tremedal. Corresponden, por tanto, a los restos de la primitiva cadena montañosa formada durante la orogenia hercínica en orientación NO-SE y que sirvió de base para la formación del relieve posterior.

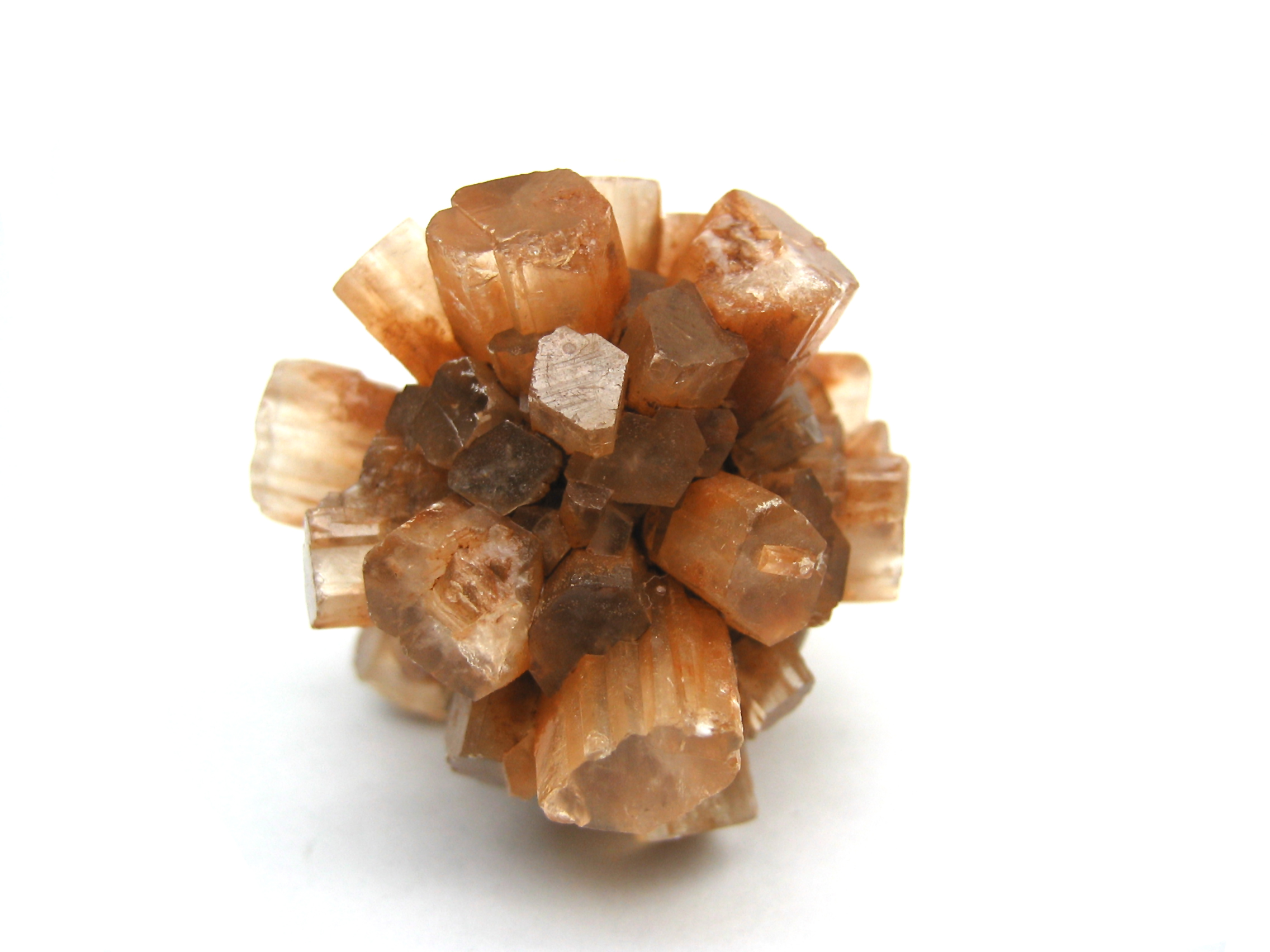
Aragonito.

#### Terrenos secundarios
Los materiales secundarios son los más abundantes y los que abarcan una mayor extensión en el Alto Tajo. Destacan tres tipos de rocas formadas durante este período: la caliza, el yeso y la marga y la arenisca y el conglomerado. De este período es también el aragonito, mineral cálcico muy abundante en toda la comarca de Molina y de la serranía de Cuenca y que se puede encontrar en diversas zonas del parque natural, principalmente en los carst y en las cuevas y simas.

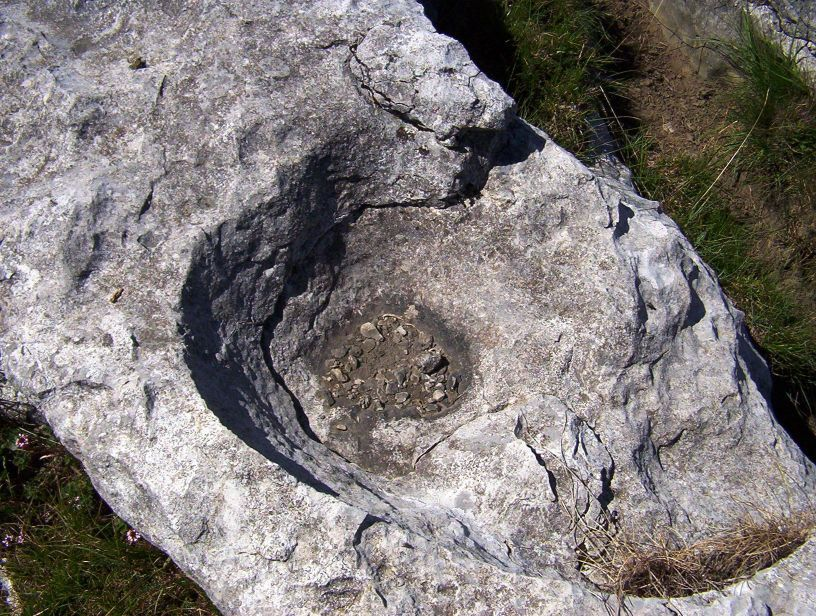
Caliza.

##### Caliza
Surge en estratos horizontales o ligeramente plegados formando la estructura de las zonas más altas y de las parameras por ser el material más resistente a la erosión del agua. Es la roca más extendida en el Señorío de Molina y en el Alto Tajo es también bastante abundante, sobre todo en las cimas de los barrancos y cañones y páramos como el de Villanueva de Alcorón o el de Taravilla.

##### Yeso y marga
Son rocas asociadas a la caliza pero mucho más blandas, lo que ha provocado que se encuentren en los valles y cortados de los ríos. Mientras los yesos son abundantes en las zonas altas del Tajo, las margas se encuentran mayormente en la hoz del Gallo y en el valle del río Bullones. Debido a estas rocas, en muchos de estos valles surgen salinas, destacando las de Almallá, junto al río Bullones, las de la Inesperada, junto al río Tajo, en el hundido de Armallones y cerca de Ocentejo, y las de Saelices, en Saelices de la Sal junto al arroyo de la Vega, afluente del río Lamadre.

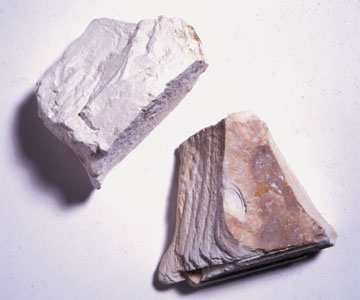
Caolín.

##### Arenisca y conglomerado
Las areniscas y los conglomerados se encuentran normalmente protegidos por rocas más duras como la caliza y tan solo son visibles en hoces y cortados de los ríos, como son el barranco de la Hoz, en el curso medio del río Gallo, y el valle del Cabrillas. Una variante arenisca ciertamente abundante en el Alto Tajo es el caolín, que ha dado lugar a la apertura de varias minas, sobre todo en la orilla izquierda del río Tajo entre Villanueva de Alcorón y Poveda de la Sierra.

#### Terrenos cuaternarios
En los terrenos cuaternarios lo que más se puede apreciar es la arcilla. Se encuentran en el fondo de los valles más o menos amplios fruto de la erosión y la sedimentación. Estos terrenos son propicios para el cultivo agrícola y se dan sobre todo en los valles del Jándula y de los cursos medios del Cabrillas y del Bullones.

## Orografía
La evolución geológica producida durante miles de años junto con el tipo de roca y su moldeabilidad ha generado una geografía accidentada y variada producida fundamentalmente por el plegamiento de los materiales y, sobre todo, la acción del agua. Con ello, tres son los accidentes geográficos que destacan en el Alto Tajo: las sierras, los páramos y los conjuntos de hoces, cañones y barrancos.

### Sierras
Las principales sierras que se comprenden dentro del parque natural se encuentran en la parte sur oriental, sobre todo a ambas orillas del río Cabrillas y del Jándula y en la parte más alta del río Tajo, correspondiendo con los montes Universales. En esta zona del Alto Tajo las sierras están formadas por lo general por el plegamiento de los materiales en la orogenia herciniana dando lugar a montañas de contorno redondeado, pero también por la erosión hídrica, por lo que en muchas ocasiones quedan unidos los cañones con las zonas montañosas. En la parte occidental del parque, entre ambas orillas del río Tajo, tras pasar el hundido de Armallones y antes de llegar a Trillo, se levantan unas serrezuelas de menor altitud y prominencia.

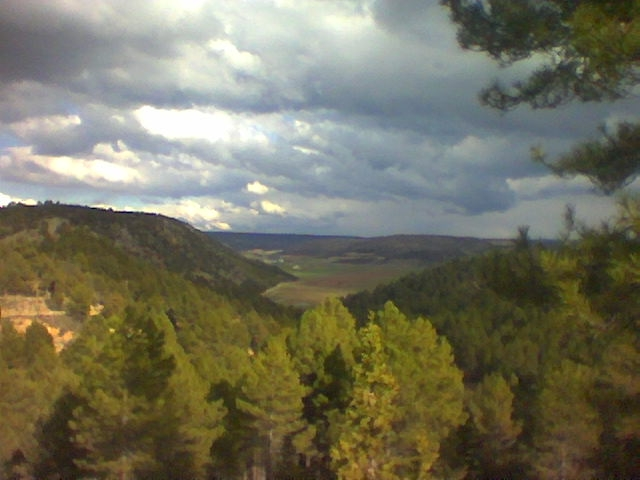
El valle del río Bullones entre los montes de Picaza, visto desde Fuembellida.

#### Montes Universales
Los montes Universales se adentran en el parque natural del Alto Tajo por el sureste dejando una complicada topografía de sierras y montes de distintas formas y alturas. Los ríos Tajo, Cabrillas y Bullones y sus afluentes menores horadan la roca y dan forma a los barrancos y valles que se encuentran al pie de estos cerros a la par que nacen en sus cimas y en sus fuentes. En esta zona del Alto Tajo se encuentran sus mayores alturas, acercándose algunas de ellas los 1900 m de altitud. Los montes Universales por el parque natural están conformados por una serie de sierras y sistemas montañosos de distinta composición y formación aunque teniendo todas como base la orogenia herciniana del Paleozoico.
- Montes de Picaza. Aunque técnicamente tan solo los más noroccidentales forman parte del parque natural o de su zona periférica de protección, este sistema lo bordea por el este, por la orilla derecha del río Bullones. Tienen una orientación NO-SE entre el barranco de la Hoz y Piqueras. Se componen por cerros formados por el plegamiento de tierras que les da una forma redondeada y poco apuntada y menor prominencia y altura a la de otras zonas del Alto Tajo sin que ninguno de ellos llegue a los 1500 m de altitud y a 300 m de prominencia. Las mayores alturas se encuentran en la parte sureste, siendo menores al noroeste. Destacan el Torrejón (1466 m), en Traíd, el alto del Francés (1432 m), entre Torrecuadrada de Molina y Traíd, el Matilla (1381 m) y el Rocho del Tío Braulio (1342 m), al este y norte de Tierzo, y Cabeza Fuembellida (1323 m), en Fuembellida.
- Peñas del Diablo. Son la continuación de los montes de Picaza por el sureste y linda al sur con la sierra del Tremedal. Se extiende entre Alcoroches, Piqueras y Alustante en orientación NO-E. Son de mayor altura y de forma más apuntada que los de Picaza, mostrando formaciones propias de materiales paleozoicos. Sin embargo son montañas más estrechas y con algo menos prominencia, entre 100 y 250 m. Sus alturas más destacadas se encuentran en el alto del Pinillo (1649 m), al noroeste de Alcoroches, y el alto de la Cueva (1528 m), al suroeste de Piqueras. En el collado de la Poveda, al sur del Pinillo nace el río Jándula.
- Sierra del Tremedal. Es la más extensa y la de mayor altura, tanto en los altos como en los valles, de las sierras que conforman los montes Universales, superando muchos de sus cerros los 1800 m de altitud y una prominencia cercana a los 500 m. En el Alto Tajo se extiende entre valle de Alcoroches y el río de la Hoz Seca. Surge del plegamiento de la tierra y muestra mayormente montañas redondeadas y poco apuntadas, más propias de esta zona, aunque se pueden observar en muchos de sus cortes materiales antiguos. En sus montes nacen tres de los principales afluentes del Tajo alto: el Cabrillas y el de la Hoz Seca hacia el oeste y el Gallo hacia el este. Las montañas de la sierra del Tremedal son las mayores del Alto Tajo y de los montes Universales, sobre todo en su parte central, en el límite entre Castilla y Aragón, destacando dentro del parque natural el Caimodorro (1936 m), el alto de las Gallinas (1885 m) y el cerro de San Cristóbal (1862 m), entre Orea y Orihuela del Tremedal, al sur del Cabrillas y del Gallo; alto de las Naveras (1883 m), La Atalaya (1752 m) y el alto de Valhondo (1752 m), entre Alustante, Orea y Orihuela, al norte del Cabrillas y del Gallo; el alto de la Cuerda de Valditor (1727 m), y el Ribagorda (1701 m), junto a la desembocadura del río Oceseca en el Tajo, al sur de Peralejos de las Truchas.
- Sierra de Molina. Al sur del río de la Hoz Seca, su fisonomía es similar a la de la sierra del Tremedal, pero sus cerros son de menor altura y algo menos prominentes. Destacan entre sus montes el Mojón Blanco (1792 m), el alto de la Campana (1746 m), que muestra un profundo cortado sobre el Tajo, el Escambronar (1698 m) y el cerro de la Modorra (1669 m).
- Sierra de Tragacete y sierra de Valdeminguete. En el extremo sureste, en la orilla izquierda del Alto Tajo. El conjunto de estas dos sierras tiene en orientación NO-SE y están formadas por el plegamiento de los materiales dando lugar a elevaciones ciertamente apuntadas. En su extremo más meridional y ya fuera de la protección del parque natural del Alto Tajo y en la provincia de Teruel, en el límite con la sierras de Zafrilla y con los cerros de las Tejadas, se encuentra la fuente García, nacimiento del río Tajo. También, en su parte central se encuentran las fuentes del río Júcar. Aunque de extensión es menor, posee alturas casi similares a las de la sierra del Tremedal, acercándose a los 1900 m de altitud y a los 600 m de prominencia. Las mayores montañas de la sierra de Valdeminguete son la Mogorrita (1864 m), en el extremo sur, cercana al nacimiento del Tajo; el cerro de San Felipe (1838 m) sobre el nacimiento del Júcar, y el Gamonal (1652 m), al sur de la finca de Belvalle.

Otras zonas del Alto Tajo presentan elevaciones montañosas menos prominentes, algo más aisladas y que no superan los 1500 m aunque destacadas por los cortados que provocan el paso de los ríos bajo sus laderas, como son el caso de las zonas de Peralejos de las Truchas, Poveda de la Sierra y Taravilla, donde destacan el Mojón Alto (1421 m) entre Taravilla y Terzaga, y la Cabeza Machorra (1423 m) y la muela del Conde (1454 m) entre Taravilla y Poveda.

#### Serrezuelas occidentales
Son cerros menos altos y menos prominentes fruto de una ligera plegación de la tierra y por la acción del agua en diversos cortados que les dan forma. Los mayores superan escasamente los 1200 m de altura y los 200 m de prominencia. Destacan dos serrezuelas:
- Sierra de Umbría Negra. Se encuentra en la orilla izquierda del Tajo, entre Peralveche y Villanueva de Alcorón en orientación O-E. Separa aguas que van al Tajo y al alto Guadiela. Su mayor altura se encuentra en el alto de la Rocosa (1194 m), al oeste de Arbeteta. Al sur de esta sierra, más próximos al Guadiela y fuera del parque natural, hay cerros mayores, como el Bienvenida (1253 m), junto a El Recuenco, y, en la loma de Almagreros, el Chacho (1307 m).
- Sierra de Rocavanos. Está en la orilla derecha del Tajo, frente a la sierra de Umbría Negra, entre Cifuentes y Sacecorbo, siguiendo una orientación SO-NE, y es fruto del desgaste producido por el agua. Por su altitud es ligeramente mayor que la anterior. Sus mayores alturas corresponden al Cerrazo (1219 m), cerca de Ocentejo, y al pico del Hoyo (1206 m), cerca de Oter.

### Páramos

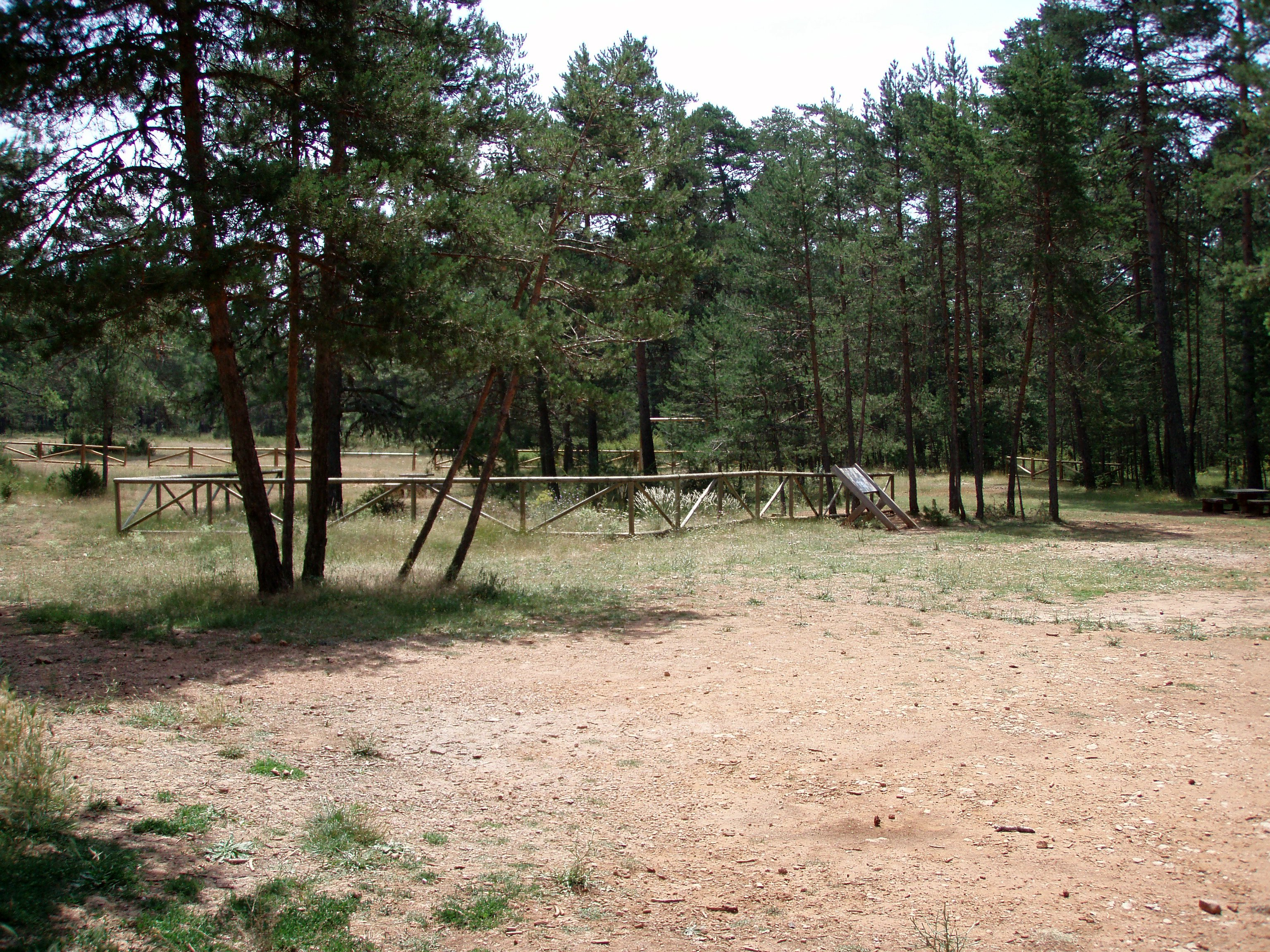
Paraje de la sima de Alcorón.

Los páramos acaparan casi la totalidad del los sectores central y occidental del parque natural del Alto Tajo. Se caracterizan por ser una amplia superficie llana a una elevada altitud y que en ocasiones se ve rota por pequeñas elevaciones sin grandes desniveles y por las gargantas de los ríos. Se asientan sobre un suelo calizo acumulado durante el Cretácico y el Jurásico y que, como se observan en los cortados, se forma en ligeros pliegues a pesar de dar una sensación de gran planicie. La altitud media de estos páramos varía entre los 1400 o 1500 m en las zonas más orientales cercanas a los montes Universales y los 1100 o 1300 m en la parte más occidental.
La infiltración de las aguas de escorrentía en el interior de los páramos y la fusión de la nieve en el terreno calizo ha dado lugar a la karstificación del terreno con el surgimiento de galerías subterráneas y de edificios tobáceos en las fuentes de agua. En algunas zonas, como en el páramo que se extiende entre Villanueva de Alcorón, Zaorejas y Peñalén, se encuentran casi un centenar de cavernas, cuevas naturales y simas de cierta profundidad que han horadado el terreno y que en algunas ocasiones vierten agua hasta los ríos más cercanos. Entre las cuevas y simas más destacadas están la sima de Alcorón, la sima de Manuel Mozo, la sima de la Raja, la cueva de la Hoz, la cueva de los Casares y la cueva de las Majadillas, ésta con más de dos kilómetros de profundidad. Las corrientes hídricas en los páramos más cercanos a los montes Universales han dejado en los páramos ejemplares de dolinas, depresiones, lapiaces poco desarrollados.
Con todo ello, los mayores páramos del Alto Tajo se encuentran más alejados de la zona de sierra y corresponden a las parameras jurásicas de Torremocha del Pinar y de entre Torete y Cuevas Minadas; a las muelas cretácicas que se extienden entre Villanueva de Alcorón y Peñalén, y entre Villar de Cobeta y Lebrancón, y a la paramera neógena de Zaorejas.

### Hoces, cañones, barrancos y valles
La red hídrica ha sido capaz de modificar el terreno y organizar el paisaje de la comarca de tal manera que su fisonomía se ha visto cambiada por una gran cantidad de desfiladeros y cañones que abren paso a las corrientes de agua. Estos desfiladeros llegan a tener hasta doscientos metros de profundidad favorecidos por el material calizo y los amplios espesores de las dolomías. Lo más común entre los desfiladeros del Alto Tajo es que se presenten en forma de escalera mostrando los diferentes materiales de distintos espesores y resistencias. Así, donde las rocas son más compactas y donde predominan los materiales calcáreos, el talud es más vertical y el cañón más angosto, y donde las rocas son más blandas la vertiente se suaviza y forman valles más amplios y cerros más redondeados a sus orillas.

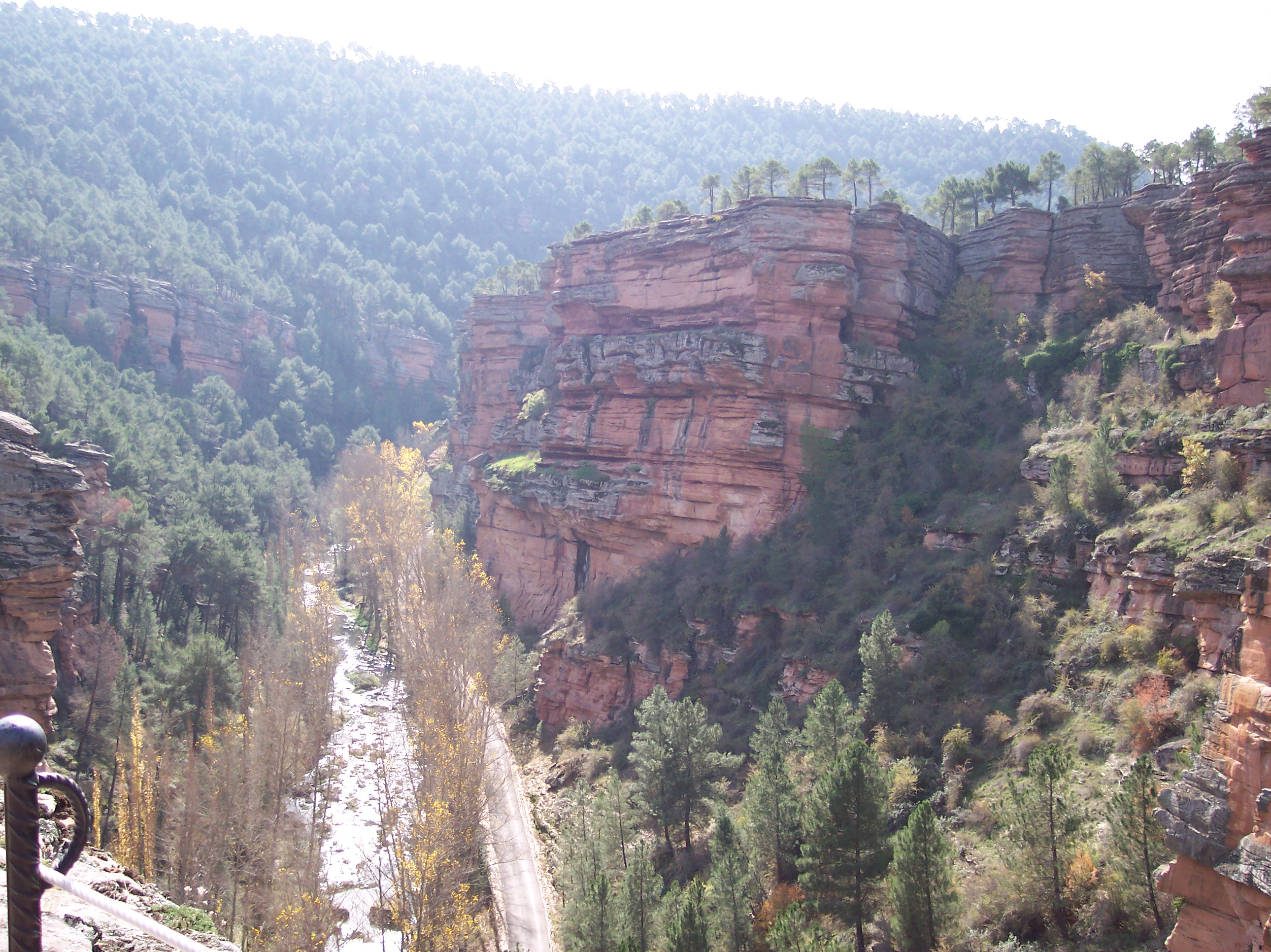
Barranco de la Hoz.

- Hundido de Armallones. Prácticamente todo el río Tajo en su curso alto está hundido entre paredes, pero es a lo largo de veinticinco kilómetros en su recorrido entre el puente de San Pedro y Ocentejo cuando presenta el mayor de los cortados. El origen de este desfiladero se encuentra en un terremoto acaecido en la península ibérica en el siglo XVI y que provocó el hundimiento de materiales en esta zona del recorrido del Tajo.[16]
- Barranco de la Hoz. El río Gallo en su curso medio y tras pasar por Molina de Aragón se adentra entre páramos más altos recortándolos en su recorrido durante algo más de ocho kilómetros entre Ventosa y Torete, dentro del término municipal de Corduente. Sin embargo, hasta su desembocadura en el Tajo presenta otros cortados no mucho menos profundos y verticales que el de la Hoz. En su tramo más profundo se encuentra el Santuario de la Virgen de la Hoz.
- Otros ríos que dejan profundos cortados en los páramos son el de la Hoz Seca, primer afluente importante del Tajo; en el Cabrillas desde Chequilla hasta su desembocadura en el Tajo, que a lo largo de unos veinte kilómetros deja paredes de distinta prominencia y forma; en el Ablanquejo en casi todo su recorrido y en los primer y último tramos de su afluente Linares, y en el bajo Bullones antes de desembocar en el barranco de la Hoz.

## Clima
El clima de la zona del Alto Tajo corresponde al propio de la Meseta Central, el mediterráneo continentalizado, donde la amplitud térmica de unas estaciones a otras es muy amplia y las precipitaciones se concentran en épocas primaverales y otoñales. Lo que mayormente caracteriza a esta zona y a toda la comarca del Señorío de Molina son las bajas temperaturas que se registran, siendo de las temperaturas medias anuales más bajas registradas en toda la península ibérica, 10,2 °C en Molina de Aragón, y de las temperaturas mínimas anuales también más bajas, 2,9 °C en Molina.
|                                         | Ene  | Feb  | Mar  | Abr  | May  | Jun  | Jul  | Ago  | Sep  | Oct  | Nov  | Dic  | Año  |
| --------------------------------------- | ---- | ---- | ---- | ---- | ---- | ---- | ---- | ---- | ---- | ---- | ---- | ---- | ---- |
| Precipitación media (mm)                | 31   | 31   | 31   | 54   | 74   | 51   | 29   | 29   | 44   | 46   | 39   | 41   | 500  |
| Temperatura media (°C)                  | 2,4  | 3,8  | 5,8  | 7,8  | 11,8 | 16,1 | 19,5 | 19,4 | 15,5 | 10,5 | 5,8  | 3,8  | 10,2 |
| Temperatura máxima media (°C)           | 8,2  | 10,3 | 13,3 | 14,7 | 18,9 | 24,1 | 28,7 | 28,5 | 24,0 | 17,6 | 12,0 | 8,8  | 17,4 |
| Temperatura mínima media (°C)           | -3,5 | -2,7 | -1,6 | 1,0  | 4,7  | 8,1  | 10,3 | 10,3 | 7,1  | 3,4  | -0,5 | -2,0 | 2,9  |
| Número medio de días de helada          | 23   | 21   | 21   | 12   | 2    | 0    | 0    | 0    | 1    | 7    | 17   | 20   | 125  |
| Fuente: Agencia Estatal de Meteorología |      |      |      |      |      |      |      |      |      |      |      |      |      |

### Precipitaciones
En las zonas más montañosas, es decir, hacia el sudeste sobre los montes Universales, las precipitaciones son mayores que en la parte más noroccidental del parque, donde la media anual de precipitaciones llegan a alcanzar incluso los 1000 mm en las cotas más altas. Los valores normales en las parameras centrales y en los valles oscilan entre los 500 y los 1000 mm, mientras que en la parte más occidental y en las parameras de Molina al norte apenas se llega a los 500 mm.
El régimen de precipitaciones se distribuye en claro favor en las épocas de equinoccio, sobre todo en la primavera, donde en los meses de abril y junio se recoge una media de 51 a 74 mm en Molina de Aragón y algo más en las zonas más montañosas. En verano, en julio y agosto, apenas se llega a los 29 mm de media mensual y son recogidos normalmente en tormentas en los cinco días tormentosos de media al mes en verano.

### Temperaturas
Las temperaturas registradas en el Señorío de Molina y, especialmente, en el parque natural del Alto Tajo, son de las más bajas registradas en toda la península ibérica. Y es en las parameras donde menores temperaturas se registran, lo que le da un carácter de clima continentalizado a la comarca. La temperatura media anual en Molina se establece en 10,2 °C, y quizá algo más baja en zonas del interior del parque natural del Alto Tajo. Las temperaturas en Molina de Aragón en verano llega a los 19,4 °C de media normal en julio, oscilando entre los 10,3 °C de temperatura mínima media en julio y agosto y los 28,7 °C de temperatura máxima media en julio. En el Alto Tajo la temperatura suele ser algo más suave que en la paramera de Molina. Mientras tanto, en invierno la temperatura media registrada se llega a situar en los 2,4 °C en enero, oscilando entre los -3,5 °C de temperatura mínima media y los 8,2 °C de temperatura máxima media registradas en este mes. En este punto son destacables las temperaturas registradas en el observatorio meteorológico de Molina de Aragón el 28 de enero de 1952 y el 17 de diciembre de 1963, de -28,2 y -28 °C respectivamente, unas de las más bajas registradas en la península ibérica desde 1947, que pueden haber sido algo inferiores en el corazón del Alto Tajo.
Las bajas temperaturas que se registran en invierno en esta comarca unidas a la humedad que desprenden los ríos con más caudal como el Tajo, el Gallo o el Cabrillas son propicias para el surgimiento de heladas, sobre todo entre los meses de noviembre a abril. El número medio de días de heladas al año en Molina de Aragón es de 125, casi un tercio de los días del año, destacando los meses de diciembre a marzo donde llegan a registrarse hasta una media de entre 20, en diciembre, y 23, en enero, días de heladas.

## Hidrografía
El agua es el elemento que más ha condicionado el terreno y que ha configurado la zona durante miles de años. Los cauces fluviales han cambiado el clima, la orografía, la flora y la fauna haciendo de los paisajes unos lugares sumamente abruptos y naturalmente ricos.

### Ríos
Los montes Universales, pese a no destacar por su altitud, si conforman un importante cogollo hidrográfico donde en pocos kilómetros nacen una gran cantidad de ríos con destinos diferentes y que vierten aguas al océano Atlántico y al mar Mediterráneo a través de las tres cuencas principales que nacen en sus faldas, el Tajo, el Guadalaviar y el Júcar, y de sus afluentes.
El río Tajo es el eje vertebrador de toda la hidrografía del parque natural del Alto Tajo, y a este se une una gran red de afluentes que modifican el espacio. Los ríos y arroyos principales de la comarca nacen principalmente en los montes Universales y tienen un recorrido de este a oeste en casi todo su tramo, o de sureste a oeste en algunos otros casos como el del propio Tajo, correspondiendo a su vez con el descenso de altitud, con el cambio de litografía y con el allanamiento del terreno en páramos tan solo rotos por los cañones que dejan el paso de estos ríos. La orilla izquierda del Tajo está compuesta por montes poco pronunciados y con poca prominencia con una cercana divisoria de aguas hacia los ríos Tajo y Guadiela lo que provoca que haya tan solo pequeños arroyos secos gran parte del año. Las principales corrientes fluviales que recorren el parque natural está compuesto por el Tajo y sus principales afluentes en su curso alto en su orilla derecha, que atraviesan y rompen los páramos desde su nacimiento en los montes Universales, principalmente, hasta su desembocadura.

#### Río Tajo
El río Tajo es el principal vertebrador de toda la red hidrográfica del parque natural del Alto Tajo. Nace en la fuente García a 1593 msnm en plena sierra de Albarracín y sigue dirección noroeste. Sin embargo, no comienza a tomar agua de manera permanente hasta bien recorridos varios kilómetros. Durante su primer trecho recorre por un llano poco pendiente en el que su lecho aparece y desaparece hasta que se adentra en un profundo cortado que configura su fisonomía durante todo su curso alto. En su primer tramo salva un desnivel de 453 m en unos 35 km horadando el terreno por donde surcan sus todavía escasas aguas hasta unirse con el Oceseca, de donde recibe su primer caudal destacable. El primer gran cañón se extiende hasta su llegada al puente del Martinete, en Peralejos de las Truchas, de donde el Tajo recibe aguas de pequeños arroyos, a veces secos, a excepción del comentado Oceseca. A partir de aquí, de las paredes kársticas de los cañones horadadas por las filtraciones acuíferas brotan numerosas fuentes de agua procedentes de las aguas subterráneas que son las que mayor caudal van a aportar al Tajo en sus primeros kilómetros.
Desde el puente del Martinete, en Peralejos, hasta el puente de San Pedro, en Zaorejas, el valle se encierra aún más dejando a su paso más profundos cortados que en su tramo inicial, un recorrido serpenteado y con un caudal ya bastante destacable. Las aguas por este tramo toman fuerza en algunos de sus tramos favoreciendo que en sus orillas se pudiesen instalar molinos y herrerías, además, de algunos saltos de agua que servían para estancarla y dar fuerza a estos molinos, destacando el salto de Poveda, de 20 m de altitud y que generaba corriente suficiente para mover las turbinas la antigua central hidroeléctrica que allí se instalaba. Para salvar los profundos cortados por este tramo y comunicar las dos orillas del río se tuvo que recurrir, en ocasiones y si no había un vado cercano que lo solucionase, a grandes obras de ingeniería como es el puente de Peñalén. Los ríos afluentes comienzan a tomar importancia y a verter abundante agua en el Tajo, todos por la orilla derecha. El primero de ellos es el río Cabrillas que lo hace en las proximidades del puente de Peñalén y más adelante el río Gallo, su principal afluente en su curso alto, bajo el puente de San Pedro.

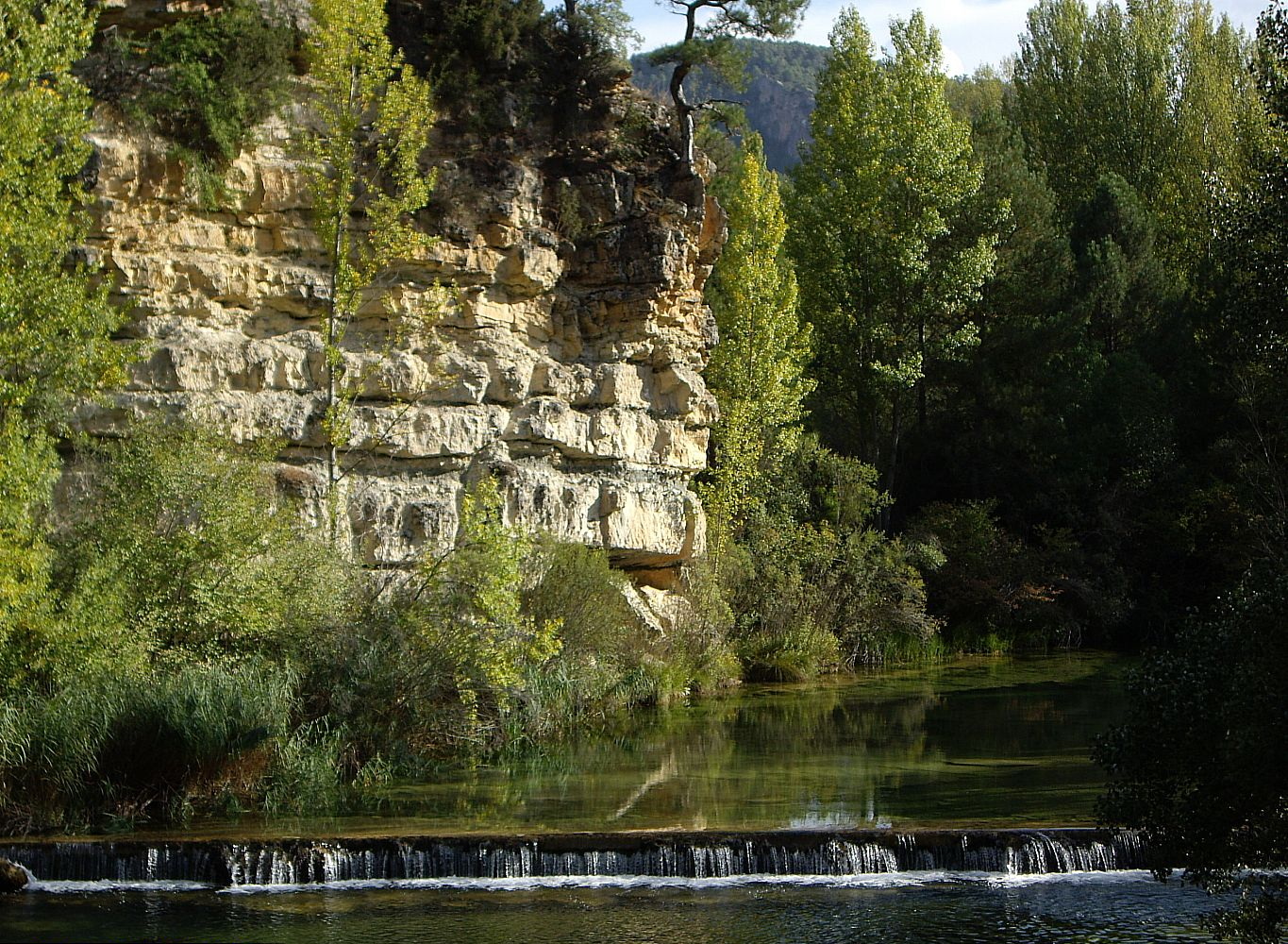
Cascada de la Herrería. El río Tajo por el paraje del puente de San Pedro.

Desde el puente de San Pedro el río vira bruscamente, tras un gran meandro, hacia la izquierda tomando una orientación E-O hasta el final del parque natural por Ocentejo. El valle se ensancha algo pero pronto vuelve a estrecharse y a encajonarse resultando difícil el acceso a sus orillas por la verticalidad de sus paredes. Corresponde al hundido de Armallones, donde el río serpentea por la profunda hoz. En este tramo recibe las aguas de su último afluente importante en su curso alto, el Ablanquejo, que lo hace también por su orilla derecha. A lo largo de su recorrido por el hundido de Armallones se sitúan algunos molinos aprovechando la fuerza de sus aguas, y las salinas de la Inesperada, que aprovechó la salinidad de algunas de sus fuentes. Para salvar el estrecho cortado y poder comunicar Huertahernando y Huertapelayo, a ambas orillas del Tajo, se construyó otro alto puente, el de Tagüenza, construido sobre la roca, de similares características al de Peñalén pero de menor tamaño, aunque a una altura similar.
Tras algo más de 125 km y tras salir de los límites del parque natural, el río Tajo se encamina por cortados menos sinuosos y más bajos hasta Trillo y el embalse de Entrepeñas, donde toma otra fisonomía distinta.
El caudal del río Tajo por su curso alto presenta dos períodos de similar duración. Desde enero hasta abril es cuando el caudal es mayor, mientras que de julio a octubre el nivel baja considerablemente. Esto viene relacionado con el período de lluvias y el deshielo, producido mayormente por la primavera.

#### Río de la Hoz Seca
El río de la Hoz Seca u Oceseca es el primer afluente principal y con agua durante todo el año a la derecha del Tajo, pese a su nombre. De hecho, en las épocas más secas el Tajo apenas lleva un pequeño hilo de agua hasta que desemboca en él el Oceseca, de ahí el dicho pronunciado por la zona de "Tajo lleva la fama y Oceseca el agua". Nace en la fuente del Canto, entre Orihuela del Tremedal y Bronchales, y una vez cruzado el puerto de Orihuela y bordeado por el sur el Caimodorro comienza a llevar agua de manera permanente en gran parte de su recorrido, salvo en su curso medio hasta la cueva del Tornero, que aparece seco en superficie debido a las filtraciones, y dibuja una profunda hoz hasta su desembocadura en el Tajo tras 25 kilómetros de sinuoso recorrido.

#### Río Cabrillas
El río Cabrillas nace en la fuente del Enebral bajo el cerro de San Cristóbal, y al este de Orea, a algo más de 1550 msnm. Siguiendo dirección hacia el noroeste, cruza altos cortando páramos y dejando amplios vados en su tramo alto donde se asientan Orea, Checa y Chequilla. Desde su curso medio se encajona hasta su desembocadura en el Tajo más abajo del puente de Peñalén. En sus casi 40 km de curso tan solo tiene un afluente de cierta importancia, aunque de escaso caudal, que deja ancho valle que deja a su paso, el Jándula. El caudal del Cabrillas es escaso en prácticamente todo su curso casi todo el año.

#### Ríos Gallo, Bullones y Arandilla

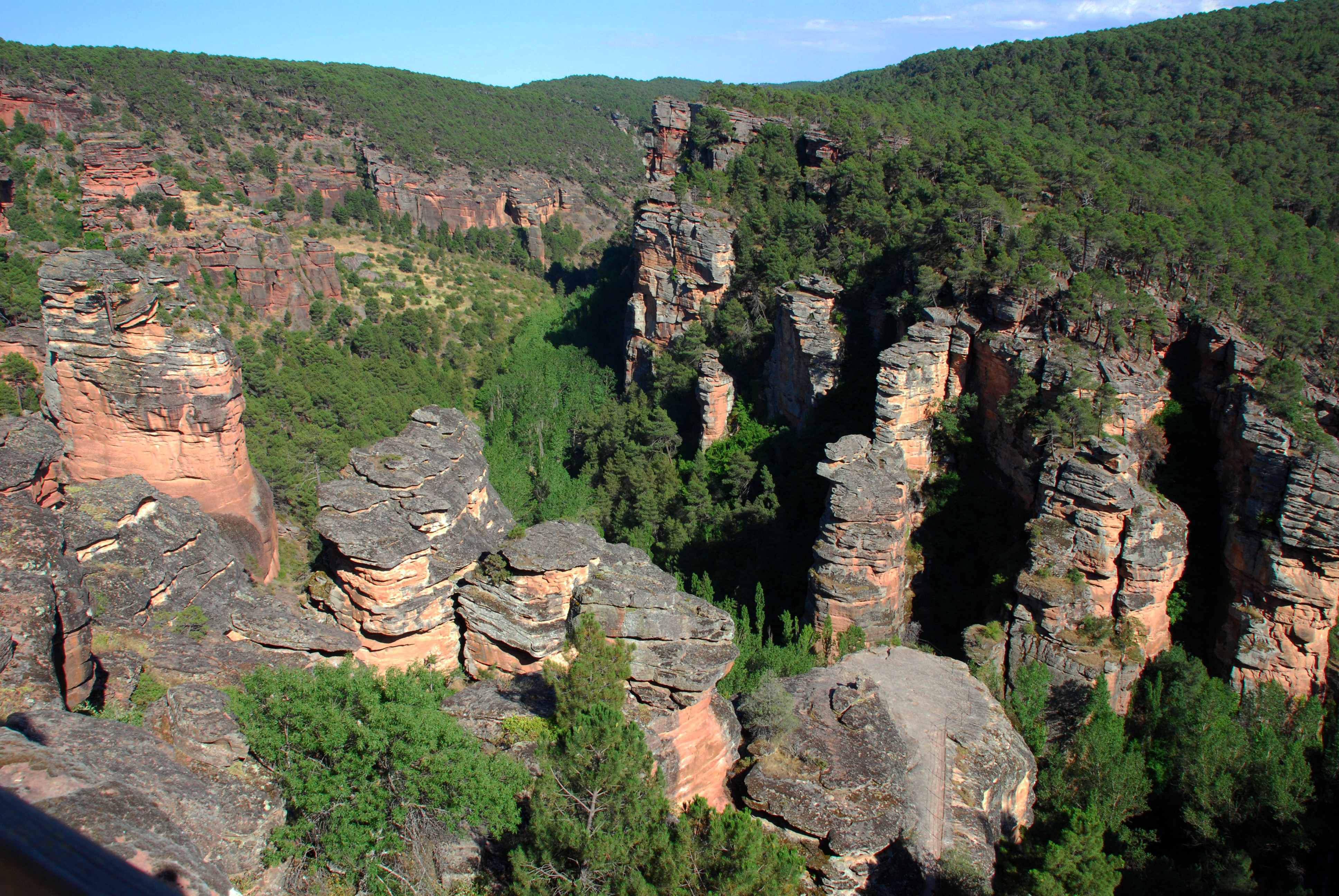
Dentro del parque natural del Alto Tajo se encuentran los profundos cañones del río Gallo, como el barranco de la Hoz.

El río Gallo es el mayor y más caudaloso de los tributarios del Tajo alto. Nace a 1600 msnm al oeste de Orihuela del Tremedal tomando dirección hacia el este hasta cruzar la localidad turolense, donde toma dirección hacia el norte. La mayor parte de sus cursos alto y medio lo hace entre páramos, o a lo sumo entre pequeños cerros poco prominentes, bien dejando amplios valles, bien recortándolos mínimamente. Continúa dirección norte hasta Molina de Aragón, donde vira hacia el oeste recorriendo amplios valles de cultivo hasta que comienza su curso bajo por el parque natural del Alto Tajo. Desde el término municipal de Corduente comienza a labrar la roca dejando profundos cortados, entre los que destaca el barranco de la Hoz.
Casi al finalizar este barranco recibe las aguas del primer de sus más importantes afluentes, el río Bullones, que nace en los montes de Picaza, deja desde su fuente un ancho valle donde se asientan varias poblaciones y corta los páramos ya en su curso bajo hasta morir en la orilla izquierda del Gallo.
Aguas más abajo, poco antes de desembocar en el Tajo, recibe por la derecha las aguas del río Arandilla. Este río es de los pocos importantes que no nacen en los montes Universales, sino que lo hace en la sierra de Aragoncillo, cerca de la fuente del Tajuña, y pronto horada los páramos que atraviesa hasta su desembocadura.
El Gallo desemboca bajo el puente de San Pedro, cerca de Zaorejas, aportando un importante caudal al río Tajo y tras haber recorrido páramos y montes a lo largo de más de 80 kilómetros y tras dejar atrás numerosas poblaciones asentadas en sus valles.

#### Ríos Ablanquejo y Linares
De los afluentes principales del Tajo alto, el Ablanquejo es el único que no nace en los montes Universales, sino que lo hace en una paramera al sur de Ciruelos del Pinar en la fuente del Pino. Desde su nacimiento comienza a horadar hacia el sur del páramo encajonándose, aunque corre por él escaso caudal.
No es hasta que se une con el río Linares o Salado, más abajo de Ablanque, cuando toma algo más de caudal permanente. El Linares nace en Santa María del Espino cerca de la cueva de la Hoz. En su recorrido se combinan los barrancos con los anchos vados donde se asientan las poblaciones. Sin embargo el caudal es escaso, sobre todo en épocas estivales. Posee un afluente por su derecha recién cruzado Riba de Saelices, el río Lamadre. Desde la desembocadura de este el Linares comienza a arrastrar materiales salínicos favoreciendo la instalación de algunas salinas a lo largo de sus cursos, como las de Saelices. A lo largo de su cuenca se sitúan las cuevas de la Hoz y la de los Casares, donde se han encontrado pinturas rupestres. En el entorno de la de los Casares se produjo el inicio del incendio que en 2005 arrasó 12 000 ha de bosque en la zona y se llevó la vida de once miembros del retén forestal de Cogolludo.
Desde la desembocadura del Linares, el Ablanquejo se encajona más entre los montes dejando un profundo cortado hasta desaguar en el Tajo en el hundido de Armallones. En sus casi 30 km de recorrido, el caudal del río Ablanquejo no es demasiado abundante, aunque aporta agua durante todo el año al río Tajo.

### Dolinas, lagunas y humedales
La karstificación de los terrenos secundarios y los regímenes hídricos ha provocado en la comarca del Alto Tajo la aparición de gran número de grutas subterráneas, depresiones, simas y dolinas. Las lagunas y los navajos son muy abundantes en el Señorío de Molina, sobre todo en el noreste de la comarca lindando con Aragón. En el Alto Tajo el agua ha perforado mayormente la roca creando grutas y simas, pero existen algunos ejemplos de dolinas en sus parajes. Como ocurre en el resto de la zona, la mayoría de éstas suelen estar vacías en las épocas secas del año; sin embargo dos casos destacan con aguas permanentes durante todo el año:

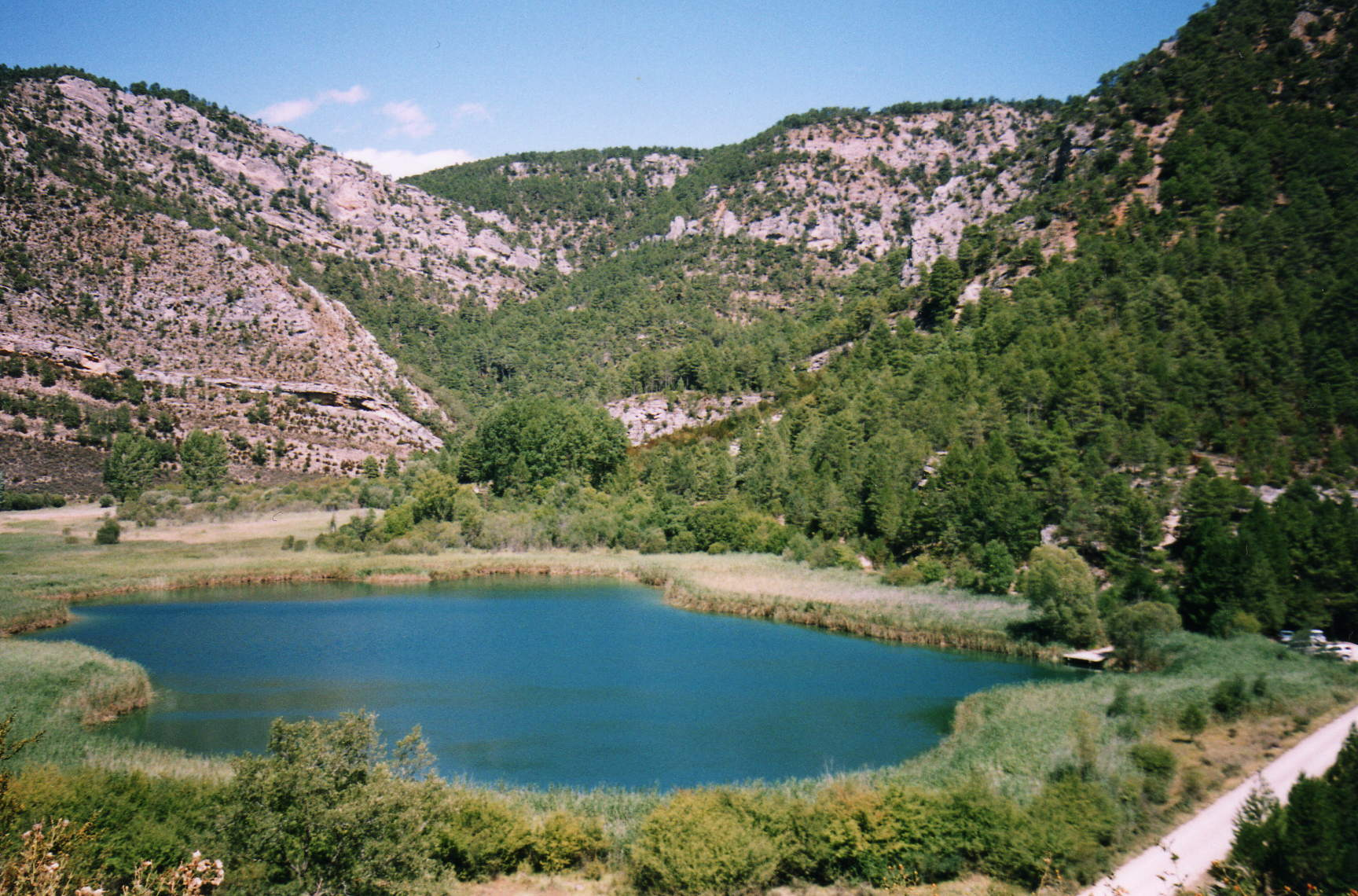
Laguna de Taravilla.

- La laguna de la Parra o de Taravilla se sitúa en pleno corazón del parque natural, en una terraza sobre la orilla derecha del río Tajo, cerca del salto de Poveda y entre las localidades de Poveda de la Sierra y Taravilla. Es una dolina cárstica de aguas permanentes que o bien descienden de las montañas circundantes o bien salen a la superficie en forma de manantial.
- Los prados húmedos de Torremocha del Pinar constituyen una microrreserva de 11 ha de pequeños humedales que albergan una importante población de helechos Ophioglossum azoricum.[22]
- Otros ejemplos se pueden encontrar en los montes Universales entre los ríos Oceseca, Tajo y Cabrillas, donde algunas fuentes de agua se conforman en pequeñas lagunas o navajos. Son de pequeño tamaño y en la mayoría de los casos se encuentran secas gran parte del año. Destaca la laguna de Salobreja, cerca de Orea, que retiene agua durante todo el año. En otros casos, las lagunas son los restos de alguna antigua mina de caolín que ha permanecido allí una vez abandonada la mina; es el caso de la balsa de Villanueva, cerca de Villanueva de Alcorón.

### Acuíferos
Este fenómeno de la karstificación ha producido en el Alto Tajo tres tipos de comportamientos hídricos en torno a los acuíferos:
- Primero, en la mayor parte de las parameras jurásicas se presentas una gran cantidad de acuíferos debido a la permeabilidad de la superficie de las parameras, la lenta circulación de aguas por la alta mineralización y la importante capacidad de almacenamiento de agua en estos acuíferos.
- Segundo, en la muela cretácica de Villanueva de Alcorón se comporta como un acuífero bicarbonatado de fisuración, presentando un grado intermedio de karstificación. Esto da lugar a una gran cantidad de simas, donde las aguas se infiltran rápidamente pero se acumulan en su interior debido, posiblemente, a la permeabilidad del terreno interior o al estrechamiento de unas cavidades poco inclinadas, provocando que la salida al exterior sea lenta.
- Otros acuíferos de un alto desarrollo kárstico, como los que provocan la salida de las aguas en la fuente de la Escaleruela, cerca de Zaorejas y del puente de San Pedro, presentan una gran fisuración y un gran drenaje de agua, por lo que en épocas de sequía se presentan vacíos.

## Vegetación
Hay dos factores fundamentales que han influenciado y determinado la vegetación existente en el parque natural del Alto Tajo, los factores físicos y el ser humano. Entre los primeros, el clima con una distribución irregular de las lluvias y unas temperaturas extremas, sobre todo con los gélidos inviernos. Los suelos, casi siempre muy pobres y de distintos sustratos y muchas veces en pendientes muy pronunciadas, provocando una gran variedad de matices vegetales.
El segundo, la acción del ser humano es la que más ha influido en la vegetación de la zona, sobre todo de forma negativa, desde la explotación irracional hasta la introducción de especies nuevas en detrimento de las autóctonas más adaptadas, en un principio, al clima y a la geología. En este caso, las coníferas son las más extendidas, y se han convertido en la especie mayoritaria entre los árboles que comprenden gran parte del espacio del parque natural. Uno de los primeros factores que modificaron el paisaje natural de la comarca fue la introducción de la trashumancia, que ha llevado a la deforestación de importantes zonas de las parameras, sobre todo las que bordean el parque por el norte, que han dado lugar posteriormente a las tierras para la labranza y para pastos.
Entre los ejemplares florísticos que se pueden observar en el parque natural se encuentran:

### Pinos

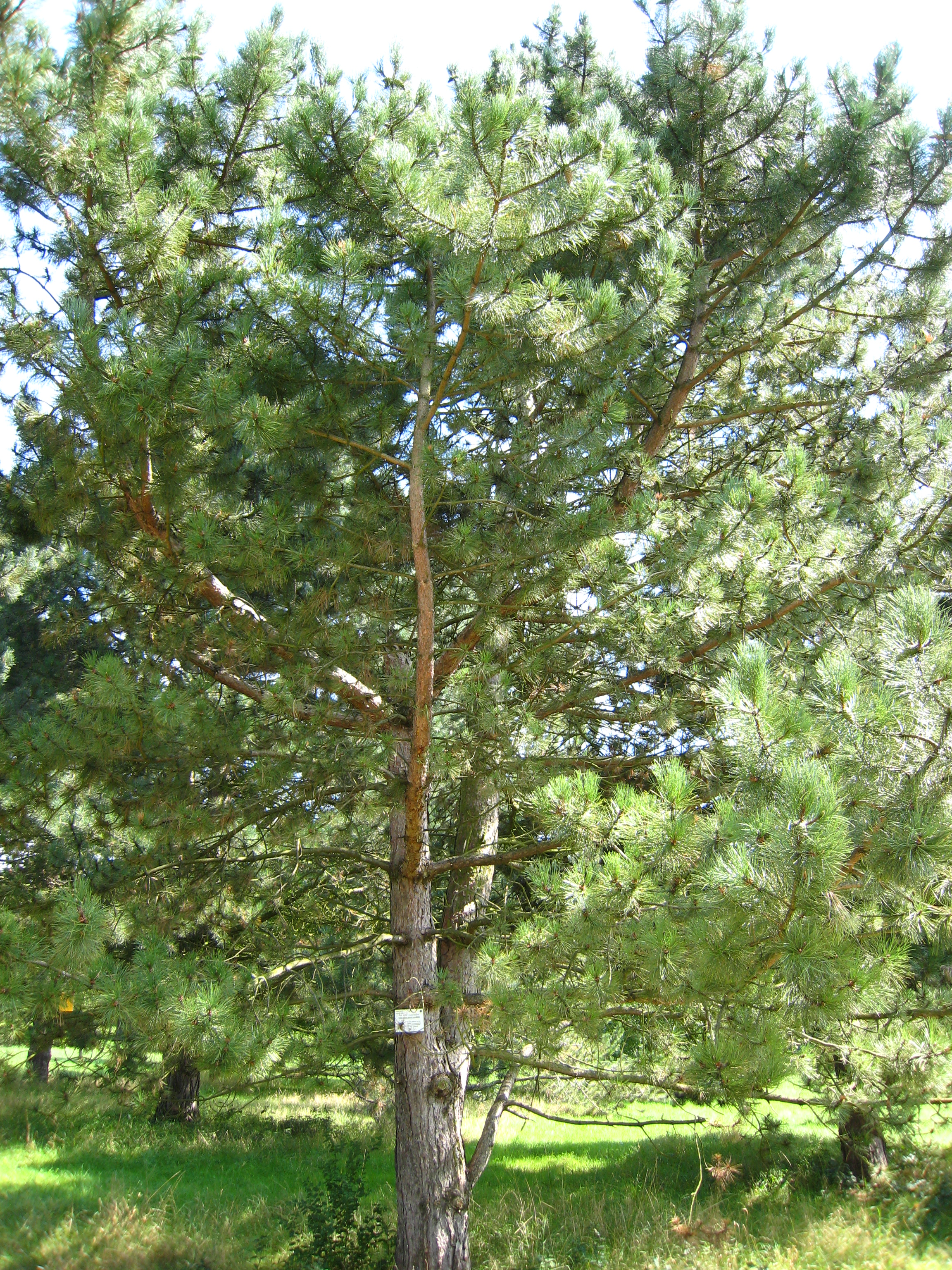
Pino laricio, el árbol más abundante en el Alto Tajo.

Los pinares son el hábitat vegetal más extendido de todo el Alto Tajo. Hay grandes extensiones de pinos en todo el parque natural prácticamente por todo sus límites. Hay tres variedades de pinos predominantes:
- El pino laricio es el que más extensión ocupa en el Alto Tajo, sobre todo las laderas del cañón del río Tajo y las planicies menos elevadas, principalmente de la parte central y occidental del parque, debido a que resiste muy bien la sequía y el frío invernal. Su existencia y modificación por el hombre vienen muy ligadas a la explotación maderera, tanto en la obtención de sus recursos como en la repoblación de los terrenos y en su transporte a través del río.
- El pino silvestre es más abundante en la parte oriental del parque natural, sobre los montes Universales y en las cabeceras de los ríos. Aparece, normalmente, a partir de los 1500 msnm en las zonas más cercanas a los cauces de los ríos para compensar sus altas necesidades hídricas. Al igual que el pino laricio, el mayor interés para el hombre es el maderero por la buena calidad de la madera que ofrece el pino silvestre.
- El pino rodeno se encuentra casi siempre en las laderas de los valles por verse ligado a materiales silíceos, areniscas y conglomerados y a terrenos no muy elevados por no tolerar tanto las temperaturas muy bajas y por su tolerancia a la sequía. En el Alto Tajo es más común en la zona norte del parque, donde la altura es menor y los valles son más abiertos. Junto a los pinos rodenos aparecen comunidades de brezos, jaras y biercolares. El uso económico del pino rodeno se limita a la extracción de la resina debido a la menor calidad de la madera respecto a otros ejemplos de resina.

### Sabinas

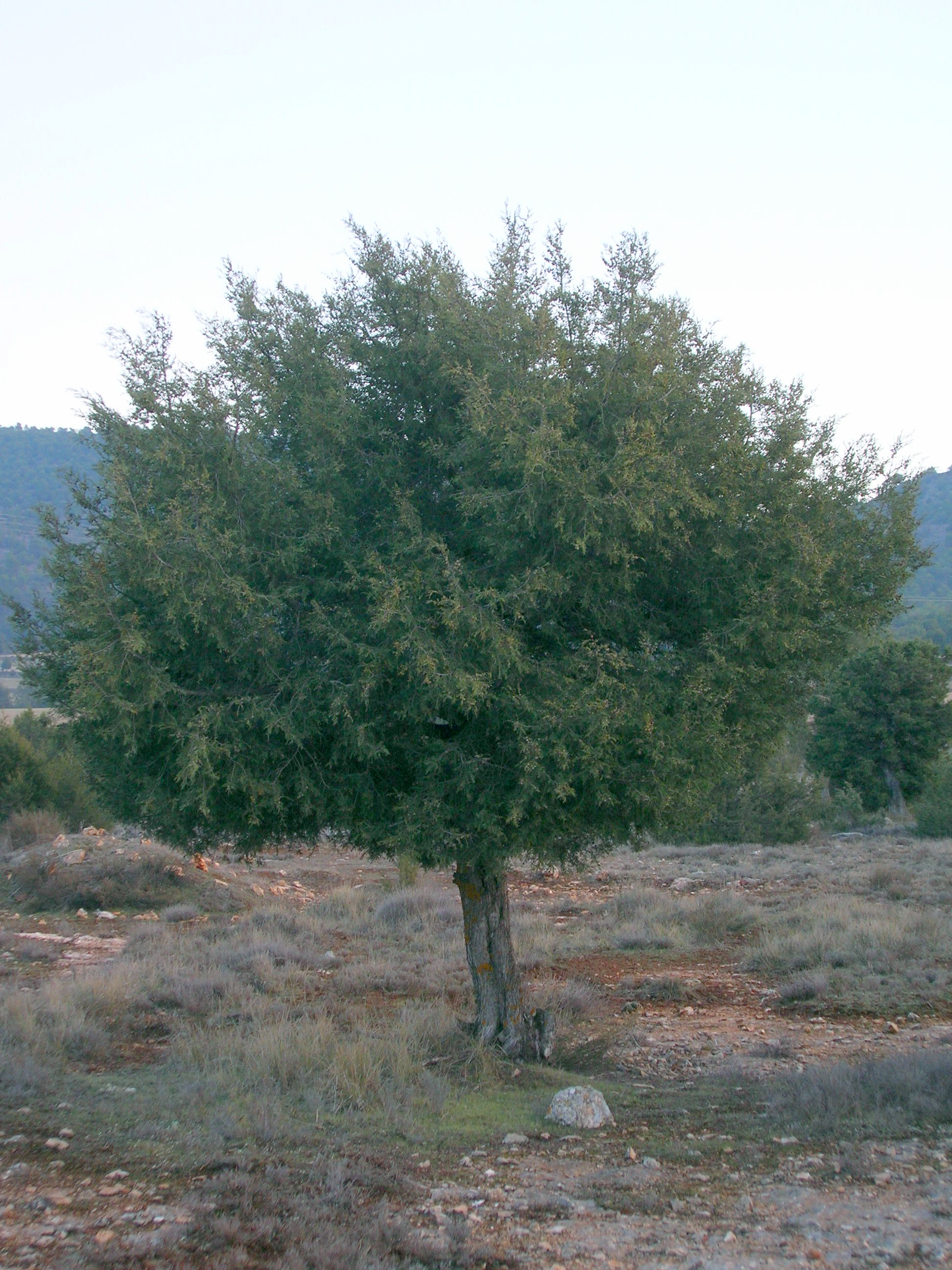
La sabina albar es muy abundante en los bosques más al norte del parque natural.

La sabina albar es muy resistente a las heladas fuertes y a los veranos secos y calurosos por lo que ocupa una gran extensión en las parameras expuestas al viento, con suelo más pedregoso y en una altitud de entre 1000 y 1300 msnm. Aparece en bosques propios junto con sotobosque de enebros y otras plantas aromáticas, aunque en zonas más húmedas aparece junto a quejigares, en otros lugares junto a pinares o en otras formaciones de mayor degradación junto a cambroños. La mano del hombre ha ido reduciendo su extensión en el parque en favor de los pinares rediciéndose a las parameras más septentrionales y a los valles de los ríos Bullones y Cabrillas.
La sabina negral aparece en las laderas más escarpadas y verticales, en suelos calizos y en las repisas calcáreas. Se desarrollan mayormente en las estaciones más cálidas. Por su parte, el sabinoenebro rastrero se alterna en las zonas más altas y calizas con el pino silvestre.

### Quejigos
Los quejigares en el Alto Tajo ocupan extensiones marginales, ligadas normalmente a los valles, en zonas de umbría o intercalados a pinares y sabinares, en suelos con buena capacidad de retención de agua. El quejigo en algunas zonas favorecidas hídricamente viene acompañado por avellanos dando lugar a un paisaje de cierto valor ecológico.

### Encinas
Como los quejigos, las encinas han sufrido una deforestación progresiva siendo substituida principalmente por pinares. Los encinares aparecen en lugares de solana en forma de pequeños bosquejos densos y mezclándose a veces con algunos chaparros y con sotobosque de enebros, guillamos, bojes, endrinos, avellanos, aligustres y sorbos silvestres. Otras veces aparecen aisladas en rodales y bujales.

### Bojes

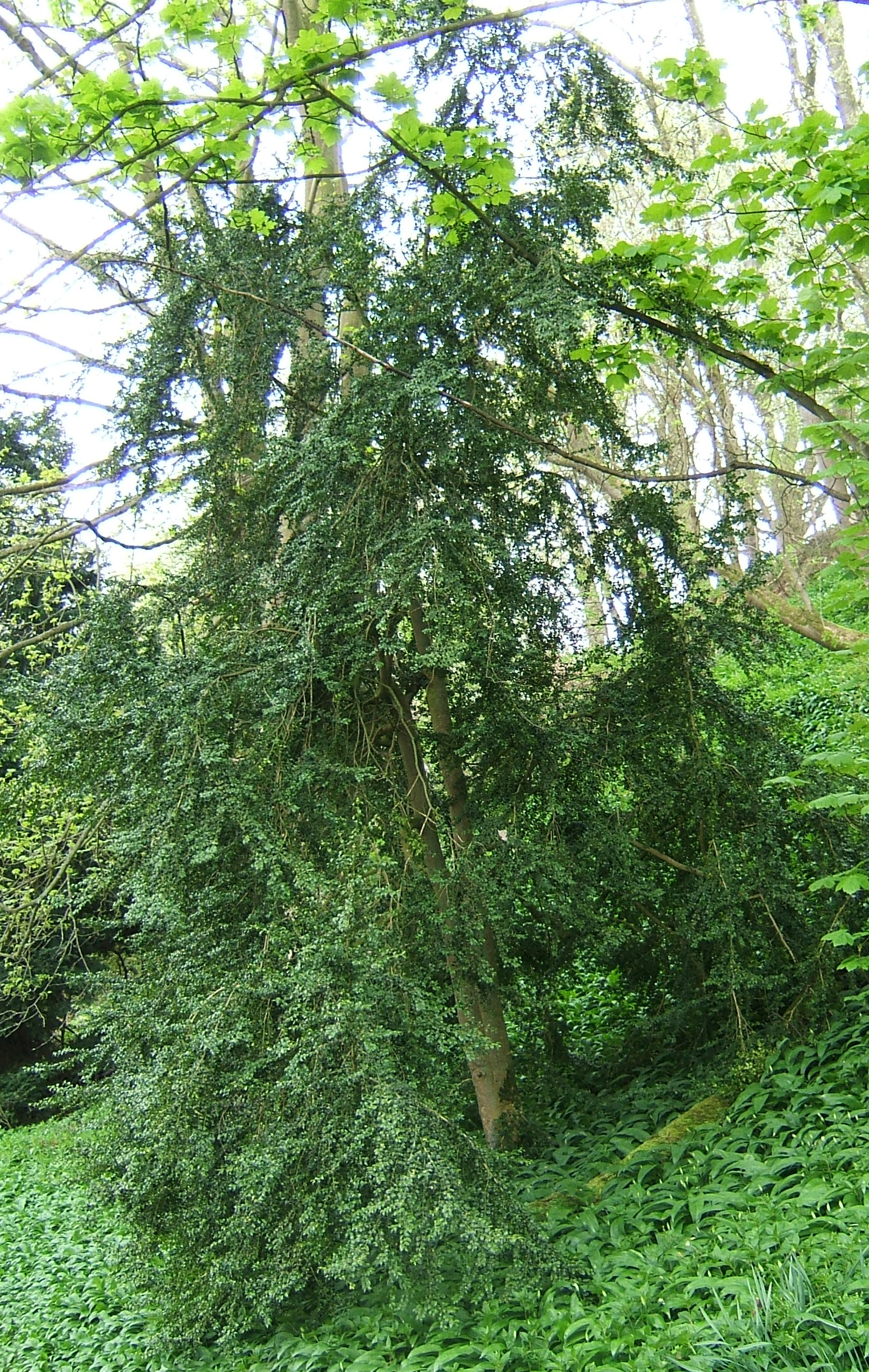
Ejemplo de boj común como los que pueblan el Alto Tajo.

El boj común se encuentra en prácticamente todo el Alto Tajo, bien como comunidades ciertamente conformadas en la zona más serrana, bien como sotobosque de quejigares y pinares, bien como matorral y monte bajo.

### Tilares
La tilia acerion y la tilia platyphyllos abundan en las umbrías más húmedas de las partes medias y altas de los valles, conformando pequeñas áreas relícticas y refugio de especies de plantas eurosiberianas de importancia ecológica.

### Vegetación de ribera
Los numerosos ríos que cruzan el parque natural y la escasa contaminación de sus aguas permiten el crecimiento de distintas especies de vegetación ribereña. Destacan los sauces iberolevantinos y la vegetación béntica con tapices de carófitos, en las zonas más cercanas a los manantiales, y los álamos y los macrófitos sumergidos, en los tramos más bajos y colindantes a los ríos.

### Comunidades rupícolas
Las comunidades de pequeñas plantas rupícolas vienen favorecidas por los suelos silíceos y calcáreos. Se pueden encontrar según sean:
- calcícolas, como la antirrhino pulverulenti-rhamnetum pumili y la chaenorhino-sarcocapnetum enneaphyllae;
- umbrófila, principalmente la campanula hispánica;
- de grietas abrigadas y húmedas, como la saxifragetum latepetiolatae y la homalothecio-asplenietum fontani;
- de paredones rezumantes, donde destaca la adiantion capillus-veneris;
- silicícola, como la asplenietum septentrionali-foresiaci y la bartramio-Polypodietum serrati, o
- de gleras calcícolas, como la picrido riellii-Stipetum calamagrostis y la galeopsio angustifoliae-Ptychotidetum saxifragae.

### Hábitats halófilos
En las zonas donde hay salinas se mantienen especies halófilas, formando comunidades aisladas por sus condiciones, en praderas de polypogon maritimus, de puccinellia, de juncos halófilos y de terófitos, entre otras.

### Plantas especialmente protegidas
Mediante la declaración del LIC y la ZEPA del Alto Tajo han quedado varias plantas especialmente protegidas por su escasez y su interés florístico:
- la Riella helicophylla, una planta hepática que se encuentra generalmente en rocas húmedas del parque;
- el apio rastrero, que se encuentra en algunas charcas y humedales de las montañas, como la laguna de la Parra;
- la belladona andaluza, de la que se han encontrado varios ejemplares en barrancos, pedreras, claros del bosque y en orillas de caminos, y se ha seguido una política de replantación y recuperación en todo el parque natural,[23] y
- el Delphinum fissum sordidum, planta floral de primavera en peligro de extinción, presenta su mayor colonia en la península ibérica en el Alto Tajo.[23]

## Fauna
En el Alto Tajo conviven la mayoría de las especies de rapaces y mamíferos de la península ibérica. Y son los primeros los que más destacan entre todos, lo que ha dado lugar a la creación de una Zona de Especial Protección para las Aves (ZEPA). La concentración de mamíferos, predadores y herbívoros, reptiles, anfibios y peces es abundante en todo el parque debido a su extensión y a sus condiciones orográficas y climáticas.

### Mamíferos

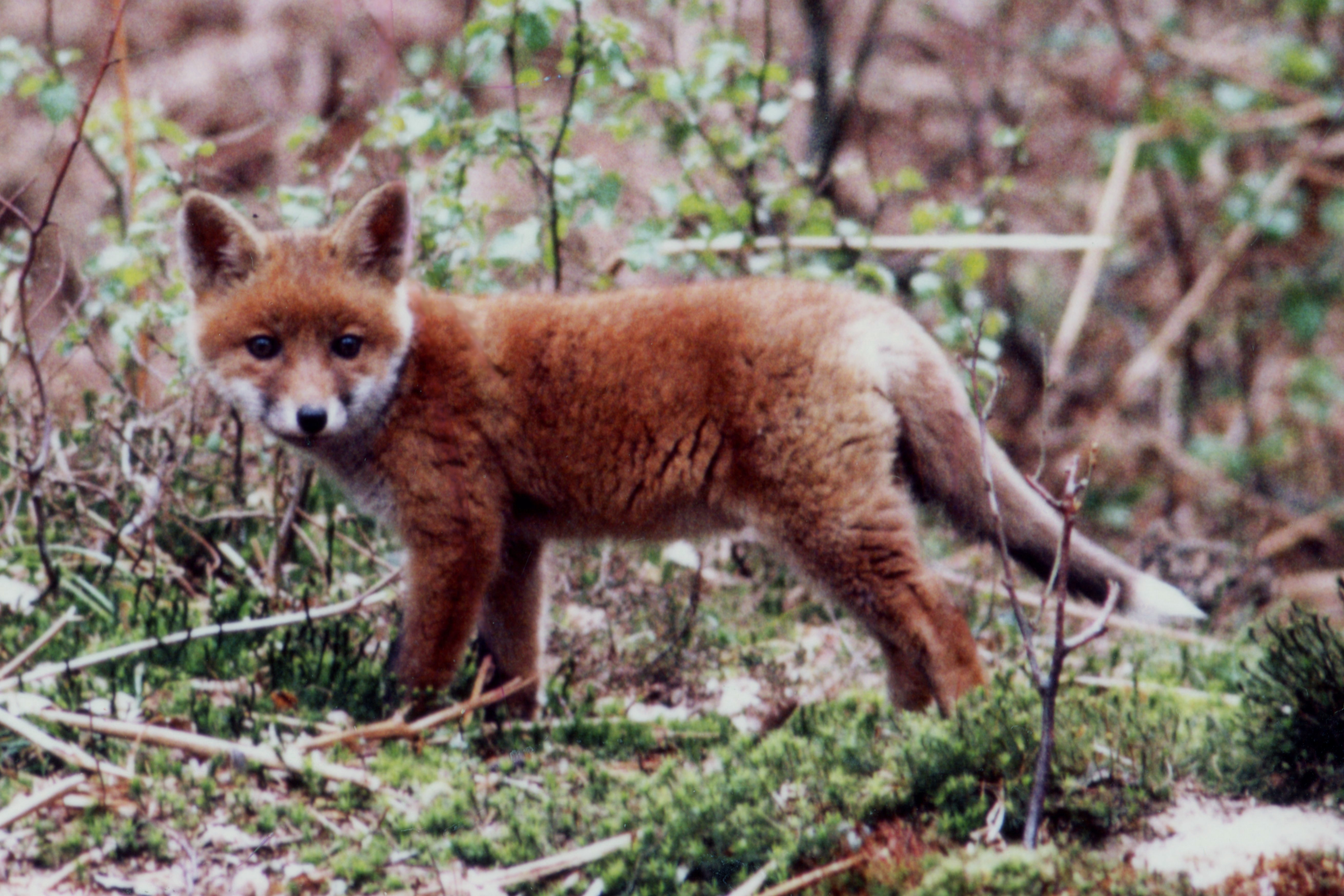
El zorro rojo es uno de los mamíferos con mayor población en el Alto Tajo.

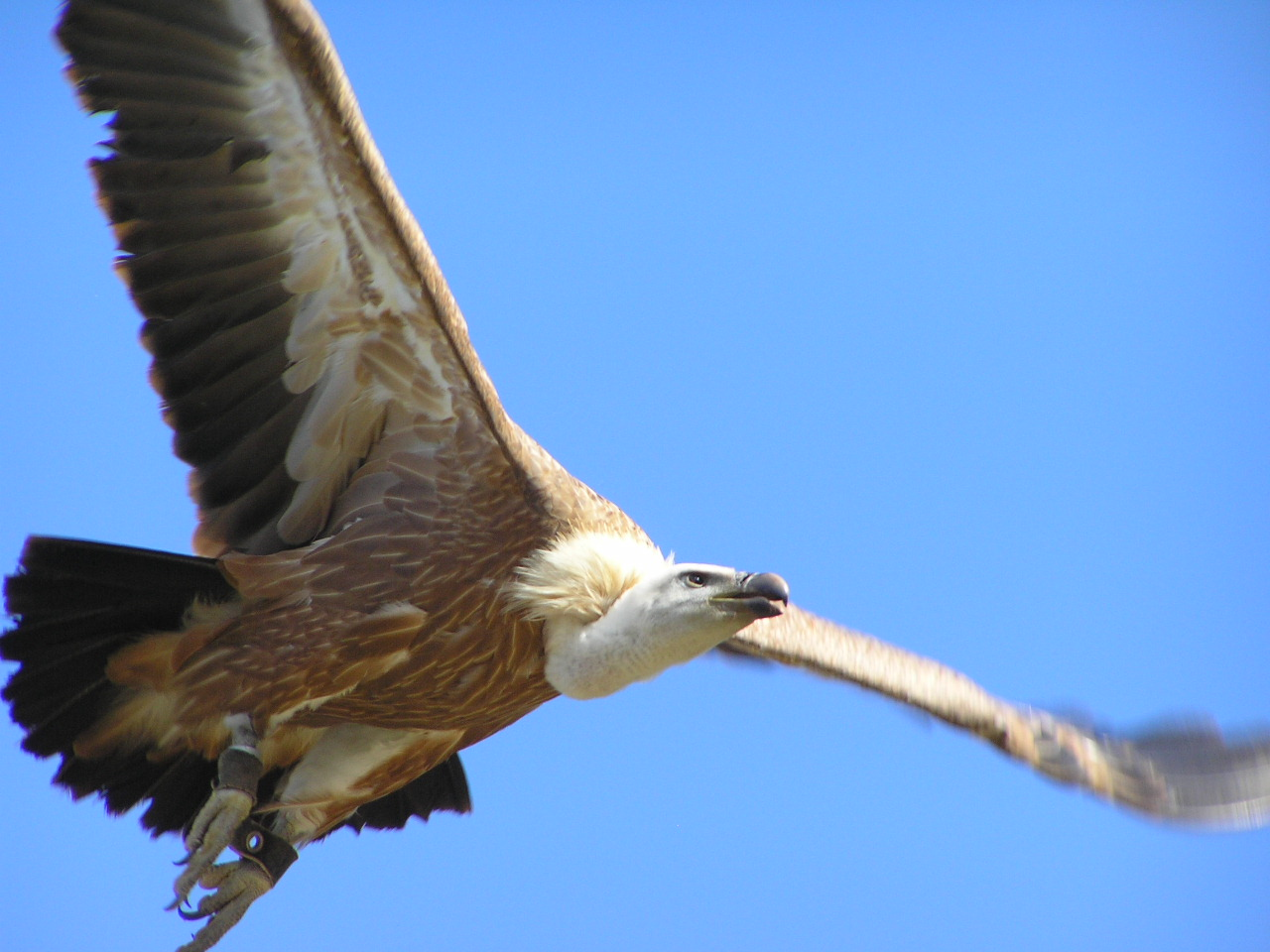
El buitre leonado es la rapaz que más surca los cielos del Alto Tajo.

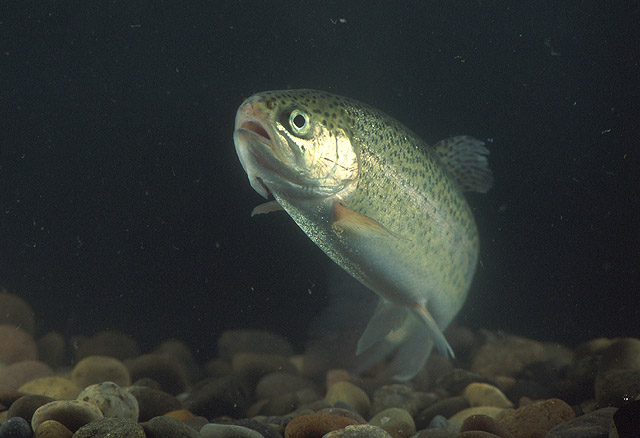
La trucha es una de los peces más apreciados por los pescadores del Alto Tajo.

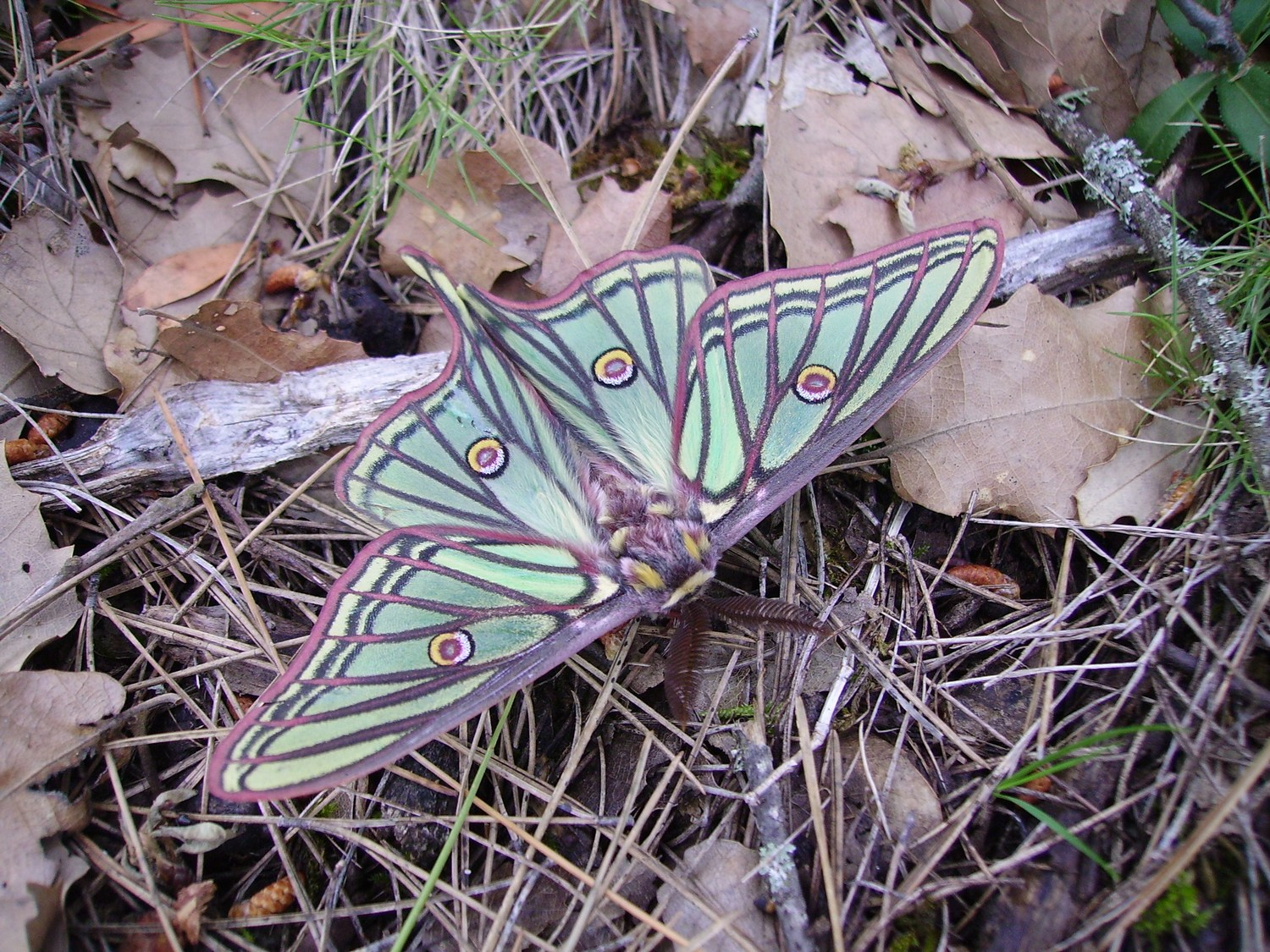
La actias isabelae es uno de los invertebrados protegidos del parque natural.

Entre los mamíferos que más abundan en los bosques del Alto Tajo están los predadores, que se extienden por prácticamente todo el parque natural. Son especialmente numerosos en la zona la garduña, el tejón europeo, la nutria europea y el zorro rojo, aunque también pueden encontrarse por zonas poblaciones de gatos monteses, comadrejas, hurones salvajes y ginetas. También mamíferos cinegéticos como jabalíes, ciervos, corzos, gamos, liebres y conejos.
Los micromamíferos son también muy abundantes entre las especies animales del Alto Tajo. Las ardillas rojas, los erizos, las musarañas comunes, las musarañas enanas, los musagaños, los ratones de campo, los ratones comunes y algunas ratas se encuentran en todos los lugares del parque natural.
Los LIC y ZEPA del Alto Tajo protege especialmente las poblaciones de:
- Desmán de los Pirineos, que habita especialmente en las orillas de los ríos más caudalosos y de las lagunas permanentes.
- Murciélago pequeño de herradura, que habita en las cuevas y simas de tipo kárstico.
- Nutria europea, que habita en los ríos más caudalosos del parque natural.

### Aves
La gran cantidad de hoces y cortados que horadan los ríos que cruzan el parque natural hace que entre las aves sean las rapaces las más visibles, de las que hay numerosas especies que sobrevuelan los cielos del parque natural. El buitre leonado es la más numerosa de todas las rapaces que hay en la comarca, muy frecuentes en los cañones occidentales del parque natural, pero también hay comunidades de cernícalos, gavilanes, halcones peregrinos, ratoneros comunes, azores, alimoches, águilas calzadas, águilas perdiceras, águilas culebreras, águilas reales, milanos negros y alcotanes, los últimos más escasos en la comarca.
En las noches del parque natural aparecen otras rapaces como búhos reales, mochuelos, cárabos, autillos y lechuzas comunes.
También numerosas especies de aves menores pueblan los cielos y rincones del Alto Tajo, entre las que destacan paseriformes, mirlos, pitos reales, arrendajos y urracas, entre muchas otras.
La mayoría de estas rapaces y otras aves menores se encuentran protegidas por la ZEPA del Alto Tajo: el alimoche, el buitre leonado, el águila culebrera, el águila real, el águila calzada, el águila perdicera, el halcón peregrino, el búho real, el chotacabras europeo, el martín pescador, la totovía y la curruca rabilarga.

### Peces
Los peces son abundantes en las aguas del parque natural donde es concurrida la pesca deportiva. Entre las especies más dadas en los ríos de la comarca están el barbo y la trucha. El LIC y la ZEPA del Alto Tajo protegen especialmente la boga de río, la bermejuela, el barbo comizo y la locha espinosa.

### Reptiles y anfibios
Los reptiles como las serpientes y las culebras también tienen su lugar en los parajes y bosques del Alto Tajo. La culebra de escalera, la culebra viperina y la víbora hocicuda, todas ellas muy abundantes en la península ibérica. Entre los reptiles menores, el lagarto ocelado, la lagartija colirroja, la lagartija ibérica, la lagartija colilarga, la salamanquesa común y la culebrilla ciega, son especies muy abundantes en toda la comarca.
Entre anfibios más comunes en el Alto Tajo se encuentran la rana común, el sapo común, el sapo corredor y el gallipato.

### Invertebrados
En una zona de naturaleza es muy propio que haya multitud especies autóctonas de insectos e invertebrados. Por el LIC y la ZEPA del Alto Tajo están protegidas seis especies de invertebrados: el Coenagrion mercuriale, un cenagriónido muy común en los ríos del parque natural; la Apteromantis aptera, una mantis dada en algunos lugares concretos de la península ibérica; la Euphydryas aurinia u onda roja, un ninfálido en peligro de extinción; la Actias isabelae, una mariposa nocturna amenazada; el ciervo volante, un coleóptero de gran tamaño, y el cangrejo de río ibérico, especie muy escasa y amenazada por la introducción del cangrejo de río americano.

## Población
Debido a la gran extensión del parque natural del Alto Tajo, son muchos los municipios cuyos territorios, o parte de ellos, están protegidos por su legislación. Debido a las duras condiciones climáticas y orográficas y a la lejanía de los grandes núcleos urbanos, ninguno de ellos ha estado nunca excesivamente poblado, e históricamente tan solo Checa y Alustante, tradicionales centros mercantiles y trashumantes, han superado el millar de habitantes, aunque un buen número de ellos si alcanzaba o se acercaba a los quinientos vecinos. A mediados del siglo XIX se comenzaron a abrir las primeras minas de caolín en la zona, lo que provocó un cambió en los usos económicos de la zona, tradicionalmente madereros y ganaderos trashumantes, y la población aumentó considerablemente. A lo largo de un siglo, durante la segunda mitad del XIX y toda la primera mitad XX, la población fue bastante estable, manteniéndose en torno a los 20.000 habitantes, llegando en 1910 a los 22 000. Sin embargo, a partir de los años 1960, consecuencia del Plan Nacional de Estabilización Económica de 1959 y la consecuente industrialización del país, comenzó un período de emigración a las ciudades, principalmente a Madrid, Barcelona y Valencia, y la población descendió exponencialmente desde entonces. En los primeros años del siglo XXI muchos pueblos quedaron deshabitados en los meses invernales, otros se agregaron a municipios mayores formando grandes términos, como el de Corduente, uno de los mayores de toda la provincia de Guadalajara. La población total supone una quinta parte respecto a la que había a mediados del XX. Solamente los más turísticos ganan algo de población, sobre todo desde la declaración del parque natural.

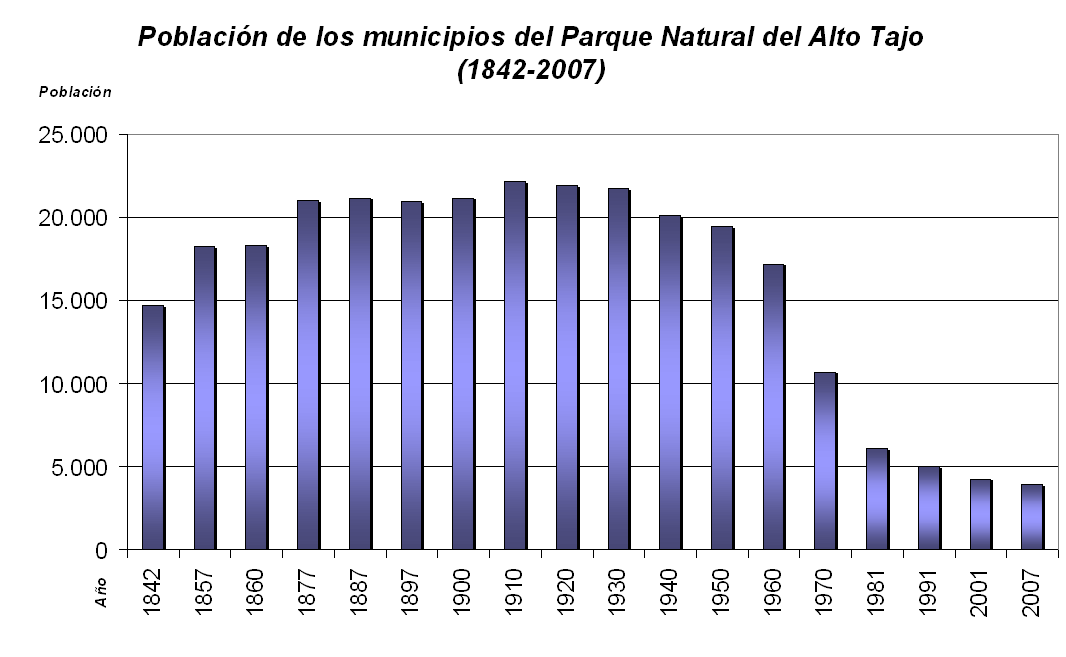
Censo histórico de los municipios del Alto Tajo en el que se observa el paulatino y acusado descenso poblacional sufrido desde los años 1960.

### Municipios comprendidos
El parque natural del Alto Tajo, tanto en su parte central como en la zona periférica de protección, abarca todo o parte del territorio de un total de cuarenta y cuatro municipios de las provincias de Cuenca y Guadalajara.

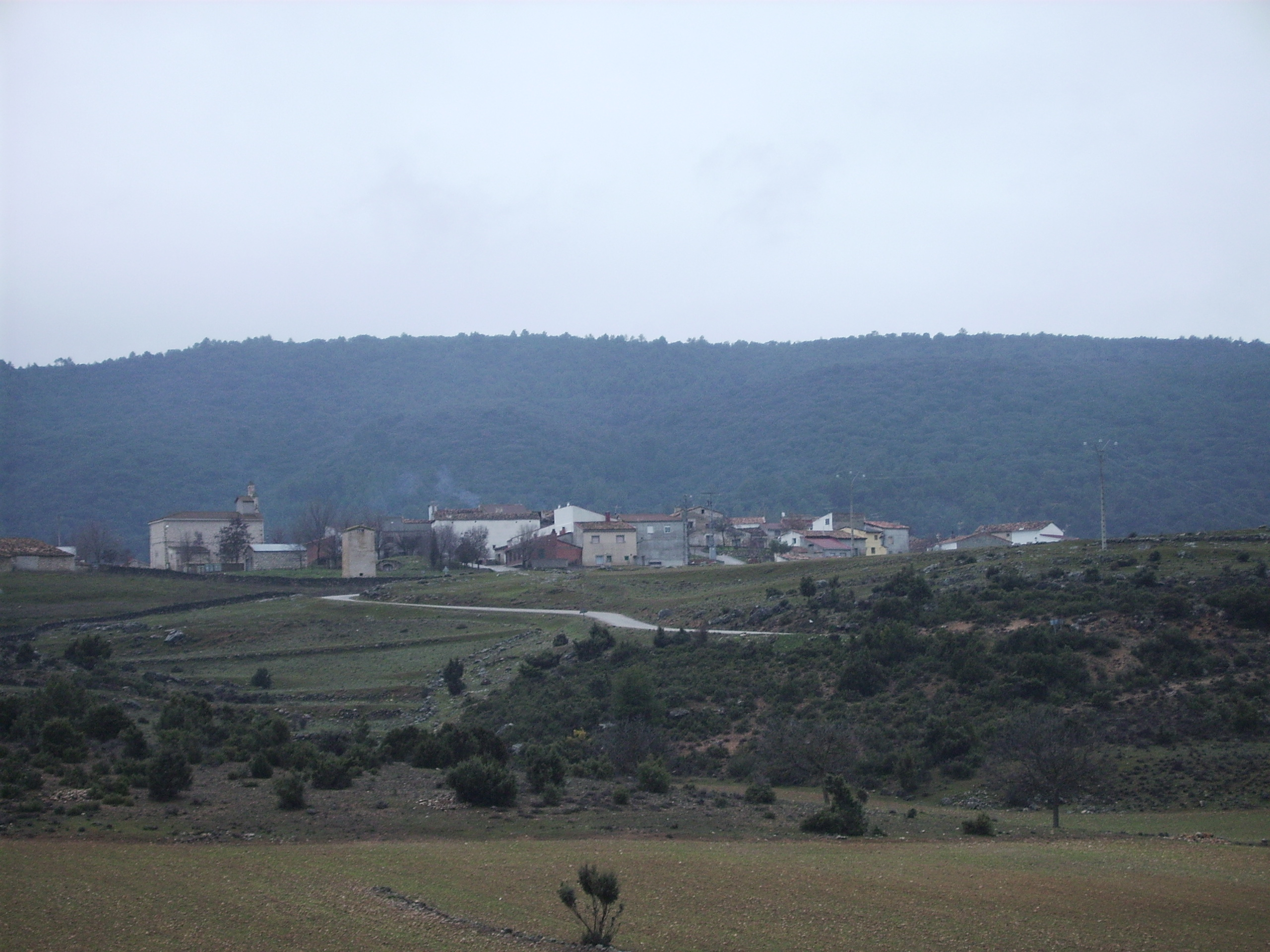
Valtablado del Río.

#### Provincia de Guadalajara
| - Ablanque - Alcoroches - Alustante - Anguita - Santa María del Espino - Villarejo de Medina - Arbeteta - Armallones - Baños de Tajo - Checa - Chequilla - Cifuentes - Carrascosa de Tajo - Oter - Cobeta | - Corduente - Cuevas Labradas - Cuevas Minadas - Lebrancón - Torete - Torrecilla del Pinar - Ventosa - Esplegares - Fuembellida - Huertahernando - Luzón - Mazarete - Megina - Ocentejo | - Olmeda de Cobeta - La Buenafuente del Sistal - Orea - Villanueva de las Tres Fuentes - Peñalén - Peralejos de las Truchas - Pinilla de Molina - Poveda de la Sierra - El Recuenco - Riba de Saelices - La Loma - Ribarredonda - Sacecorbo - Canales del Ducado | - Saelices de la Sal - Selas - Taravilla - Terzaga - Tierzo - Torremocha del Pinar - Traíd - Trillo - Valhermoso - Escalera - Valtablado del Río - Villanueva de Alcorón - Zaorejas - Huertapelayo - Villar de Cobeta |

#### Provincia de Cuenca
- Beteta
- Cuenca
- Cueva del Hierro
- Tragacete

### Economía
Tradicionalmente la economía del Alto Tajo se ha basado en cuatro ejes fundamentales que tienen que ver con los recursos naturales que ofrece la zona: la agricultura, ganadería, la madera y la minería, tanto de sal como de caolín. A éstos se le ha unido el turismo que ha generado la declaración de parque natural.
La agricultura es propia de los páramos rasos que lindan con el parque, sobre todo por el norte, y de algunos valles anchos de algunos ríos como los cursos altos del Bullones y del Cabrillas. Se trata generalmente de agricultura de secano en las parameras y de campos de girasoles, de mimbreras y de pequeñas huertas en las vegas. También la recogida de trufas, setas de cardo y níscalos, entre otros hongos, genera una pequeña actividad económica en los meses de su recogida.
La ganadería, por su parte, está directamente ligada a la trashumancia llegada principalmente desde Andalucía a la búsqueda de los prados estivales de las laderas de los montes del Alto Tajo. También la cría de cabras y vacas ha sido desarrollada en algunas poblaciones, aunque en menor medida. Alustante y Checa han sido tradicionalmente los principales centros ganadero y trashumante, respectivamente, de la comarca. Junto con la ganadería, la pesca, sobre todo de subsistencia, ha sido una actividad constante en los ríos de la comarca.

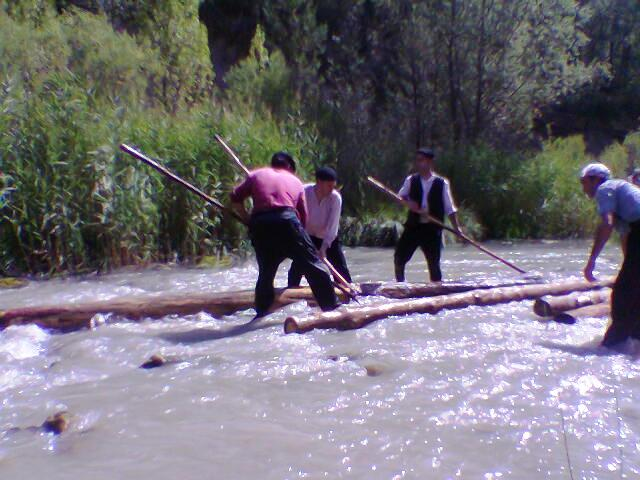
La ganchería es uno de los oficios tradicionales del Alto Tajo.

La madera ha sido otro recurso económico fundamental de la comarca desde tiempos ancestrales, debido a la gran cantidad de extensos bosques que se hallan. De la madera han surgido varios oficios que han ocupado a las personas de los pueblos de la zona: el resineo, el carboneo y la maderada. De estos tres, el de la maderada es el más representativo de ellos. Los gancheros descendían los árboles, principalmente pinos, talados en los bosques del Alto Tajo a través de los ríos Tajo y Guadiela hasta las fábricas establecidas en Aranjuez, Toledo e, incluso, Talavera de la Reina. El oficio de la ganchería perduró hasta avanzados los años 1940, tras el inicio de la construcción de las presas de Entrepeñas y de Buendía, que dificultaban la bajada de la madera, y cuando el transporte por camión comenzó a ser más rentable que el transporte por el río.
Todos estos oficios están en descenso o simplemente desaparecidos, como es el caso de la trashumancia y el de los relacionados con la madera, pero el de la extracción del caolín todavía perdura sobre todo en los municipios de Poveda de la Sierra y de Peñalén, en la orilla izquierda del Tajo, donde quedan abiertas minas a cielo abierto desde los años 1960. La extracción del caolín del Alto Tajo data de los años 1920, aunque es en los años 1960 cuando se comienza la explotación a gran escala del mineral en la comarca. Si bien, es una actividad productiva que suscita debate a favor, por ser un sector económico fundamental en la zona, y en contra, por el gran impacto medioambiental que ocasiona.
La extracción de sal fue una actividad concentrada en lugares concretos de algunos ríos donde se establecieron salinas, como las de Almallá, junto al río Bullones, las de Saelices de la Sal, junto al río Lamadre, y las de la Inesperada, junto al Tajo en el hundido de Armallones. Las salinas del Alto Tajo fueron abandonadas entre el siglo XIX y principios del siglo XX cuando dejaron de ser rentables.
Desde la declaración del parque natural el turismo ha sufrido un importante crecimiento en la mayor parte de los pueblos de la comarca, convirtiéndose en un sector económico fundamental. Se basa generalmente en el turismo de interior y aventura, normalmente dado los fines de semana y en meses primaverales y estivales.

## El Alto Tajo y la literatura
El Alto Tajo y su forma de vida inspiró a José Luis Sampedro para escribir El río que nos lleva (1961), que narra la última maderada desde el Alto Tajo hasta Aranjuez en los años 1940, a través de un minucioso estudio psicológico de los personajes, y topográfico y etnográfico de los lugares por los que discurre el Tajo en el recorrido de los gancheros en plena época de postguerra. En los años 1930, durante su adolescencia, cuando vivía en Madrid, Sampedro se quedó prendado de los gancheros a su llegada con las maderas a Aranjuez por el río Tajo, un espectáculo que reunía todos los meses de marzo a los vecinos de la localidad. En los años 1950, mapa en mano, decidió recorrerse el Alto Tajo para ver el terreno y contactar con los gancheros. En 1961 volvió a la zona para reconocer los lugares por los que pasaron los gancheros y preparar así su novela, que vería la luz meses después. La novela fue traducida a varios idiomas y en 1989 Antonio del Real dirigió la película basada en el libro y que se rodó en los mismos parajes que describió Sampedro.
Una excursión por el parque natural y, en concreto, por la laguna de Taravilla inspiró al escritor español José María Merino su novela El río del Edén, por la que recibió en 2013 el Premio de la Crítica de Castilla y León y el Premio Nacional de Narrativa.
El escritor guadalajareño Juan Pablo Mañueco recoge en su obra en verso Castilla, este canto es tu canto una leyenda situada en la laguna de Taravilla.